# Историја Србије у Османском царству
Делови територије данашње Србије су били у саставу Османског царства у периоду од XV до 20. века. У састав Османског царства су најпре, почетком 15. века, укључени југоисточни делови данашње Србије (околина Ниша), затим, средином 15. века (1459. године), цело подручје Српске деспотовине, и коначно, између 1521. и 1552. године и цело подручје данашње Војводине. Од краја 17. века, у северним деловима данашње Србије (Бачка, западни Срем) османску ће власт заменити хабзбуршка, која ће се између 1718. и 1739. проширити и на друге делове територије данашње Србије (источни Срем, Банат, Мачву, Шумадију, Браничево, Тимочку Крајину). После 1739. године, граница османског и хабзбуршког домена се налази на Сави и Дунаву. Србија ће своју државност почети да обнавља у 19. веку, након Првог (1804. године) и Другог српског устанка (1815. године), најпре у виду вазалне кнежевине, да би потпуну независност стекла 1878. године. Неки јужни и западни делови данашње Србије остаће под османском влашћу све до 1912. године. Период османске управе трајао је различито у деловима данашње Србије; најкраће су под турском влашћу били неки делови Војводине (око 150 година), а најдуже неки делови јужне Србије (око 5 векова).

## Турско освајање
Османско царство је основано 1299. године од стране емира Османа Гази. Убрзо је почело своја освајања и ширење према Балкану. Први напад на српску војску је био на реци Марици (1371. године), где је поражена српска властела из Македоније са војском од 20.000 војника против Турака, чије су снаге бројале око 11.000 војника. До 1389. Османско царство је већином поседовало јужни и источни део Балкана. Године 1389. султан Мурат I је послао писмо српском кнезу Лазару, са захтевом да прими ислам и постане вазал према Османлијама или ће га он напасти. Лазар је одбио да пређе на ислам и прихвати вазалство и 28. јуна 1389. је отпочела Битка на Косову, у којој је убијен и Османски султан Мурат I, али је војска кнеза Лазара, Вука Бранковића и Влатка Вуковића претрпела огромне губитке. Мурата је наследио син султан Бајазит I.
Битка на Косову је дефинитивно решила судбину Србије, јер након ње у земљи више није било силе која би могла да се супротстави Турцима. То је био нестабилан период у коме су владали син и наследник кнеза Лазара деспот Стефан Лазаревић, који је био прави витез европског типа, војсковођа и писац, а затим његов рођак Ђурађ Бранковић, који је престоницу државе преселио на север, у новоизграђени град Смедерево. Турци су наставили своја освајања све док нису успели да заузму целу територију Српске деспотовине 1459. године, освојивши Смедерево, а затим да заузму и Босанску државу (1463. године).
На кратко, српска државност је обновљена на подручју Панонске низије, под царем Јованом Ненадом (1526—1527. године) и војводом Радославом Челником (1527—1530. године), али се после тога и на овом подручју успоставља непосредна турска власт.

## Друштвене прилике
Током турске владавине, код Срба је преовладавао земљораднички слој становништва. Упоредо са њим постојао је и друштвени слој означен појмом „влах“. Халил Иналџик је запазио да су уредбе о влашкој организацији преузете из ранијег српског права. Остаци романизованог старобалканског становништва и Словени разбили су на многе оазе и приморали их да се склоне у приморске градове, острва и на планине. Само у случају румунског народа догодио се обрнути процес – романски елемент надвладао је грчки и словенски. Неки власи наставили су да живе као сточари номади. Заједно са Арбанасима, заузимали су посебно место у Законику цара Душана. Турска управа одлучивала је да ли ће одређена група добити статус влаха. Становништво Србије већином је добило тај статус све док је некадашња Српска деспотовина била гранична област Османског царства. После померања границе на север од тридесетих до педесетих година 16. века, Србија више није била крајиште, те је њеном становништву одузет положај и назив влаха и претворени су у обичну рају. Термин влах је у турским документима убрзо сасвим заборављен. Аустријска управа преузела га је заједно са онима који су бежали на њене просторе из Турске. Тамо је термин влах имао погрдан назив. Становништво у залеђу млетачких поседа у Далмацији и Боки Которској називано је „морлацима“ (Црним Власима), а њихова земља Морлачком.
Утемељење влашког статуса великог дела становништва Србије тумачи се развојем сточарства и насељавањем сточара у земљорадничке крајеве. Најстарији турски закон о власима потиче из 1467/8. године и односи се на плаћање пореза (филурије) од једног дуката по кући, две овце, једна са јагњетом, и једног овна. Двадесет кућа чинило је један катун. Постојали су порези на име катуна. На пет кућа један војник ишао је на поход (петник). Број кућа у катуну временом се дизао до 50. Оваква врста пореза, која је погађала кућу, а не становнике, није сметала рађању деце. Многочлана породица лакше се одржавала. Крајем 15. века, власи су поред филурије и пореза на нивоу катуна, плаћали још 83 акче од сваке куће за султанову благајну и по 15 акчи санџакбегу на име глоба. На нивоу катуна санџакбег је добијао слуге и људе за војну службу. У случају рата, свака кућа морала је дати по једног војника који је ишао на коњу. Власи су били ослобођени радних обавеза. До 1536. године плаћали су само половину ушура (десетине) уколико би радили земљу на спахијским имањима. У том случају, понекад су плаћали мукату, врсту закупа у новцу. Код сточара, кнезови су били старешине вишег реда, а поједине мање групе предводили су примићури. Кнезови су сакупљали порезе и прилагали их харачлијама.
Један податак, из средине друге половине 15. века, веома је важан за историју Срба под османском влашћу. Турци су тада покушали да створе јединствену организацију код насељених влаха, са једним старешином, врховним кнезом. Био је то кнез Малога, син Николин. За ту дужност он је имао тимар са приходом од 10.000 акчи. Имао је и своју кнежину са 21 подложним примићуром. Постоји податак да је Смедеревски санџак у то време имао 21 кнеза – још један доказ о веродостојности ових података. Турци су у међувремену одустали од стварања јединствене влашке организације, па у 16. веку не постоји врховни кнез попут Малоге. Малогин син примио је ислам. Србија ће се тек после три века поново наћи издељена на кнежине. Број кнезова у међувремену расте. У Смедеревском и Крушевачком санџаку их је 1527. године било 104. Међу сеоским становништвом тада су забележене појаве исламизације.
На прелазу из 15. и 16. век ствара се слој Срба спахија. Србима је било лакше да ратују за султана него да обрађују земљу. Убрзо их је било више него Турака истог статуса. Српске спахије су, попут Милоша Белмужевића, били потомци раније српске властеле. Тако долази до стварања нове српске властеле. Српске спахије имале су исте обавезе као и турске. Одлазили су у ратне походе. Мартолоси су чинили посаде по тврђавама. Дербенџије су чувале друмове, скеле и мостове. Војници (војнуци) су служили као коњушари. Хришћана је било и у азапима, посебним одредима турске пешадије у тврђавама дуж пловних река. Било их је и у редовима акинџија. Мустхафизи су били чувари тврђава. Џелебџије су припремале и чувале муницију и остали ратни материјал. Бали-бег Јахјапашић основао је ред делија. Они су припадници лаке коњице који су свој назив добили због луде храбрости. Од њих су стваране ударне јединице. Организовани су под командом бајрак-бегова и делибаша. Делије су себе називали заточницима. На старијем српском језику, тако се обележавао онај који ће за свог господара извршити неко дело или изаћи за њега на мегдан. Појава кнежинских самоуправи потиче из суштине османског уређења, пре свега у тимарском систему.

## Сеобе Срба у 15. и 16. веку
Срби су почели да се насељавају у Панонију вероватно од онда када је деспот Стефан Лазаревић почео добијати поседе од угарског краља (1404). Деспот је тамо почео насељавати своје људе, а слично је поступао и Ђурађ Бранковић после 1427. године. Срби су се 1428. године налазили у Ковину и на Челепском острву. Србе у Ковину узео је 1440. године угарски краљ Владислав под своју заштиту. Матија Корвин прихватао је све оне који су се из Србије селили након пада Смедерева. Његове војсковође одводиле су са собом силан народ. У једном његовом писму из 1483. године стоји да се у последње четири године у Угарској населило преко 200.000 Срба. Угарски сабор донео је 1481. године одлуку да се ово становништво ослободи од плаћања црквеног десетка католичкој цркви. Угарска је Србе насељавала по Срему, Банату, Бачкој и Поморишју; крајеви који су највише изложени турским нападима. Када је 1465. године прешао у угарску службу, Вук Гргуровић, унук Ђурђа Бранковића, добио је од Матије Корвина градове Сланкамен и Купиник, а 1471. године и назив „деспот краљевства Србије“. То, међутим, није значило обнову Српске деспотовине, јер Вук није располагао својом територијом. Поред Вука, у служби угарског краља нашла се и друга српска властела: Стеван и Дмитар Јакшић, синови војводе Јакше, који су се населили око Мориша; војвода Владислав Херцеговић, син Стефана Вукчића Косаче, имао поседе у Славонији и Моровић у Срему; војвода Милош Белмужевић, поседи у Бачкој и северном Банату. Вук Гргуровић учествује између 1468. и 1474. године у ратовима против Чеха и Пољака, а потом је заратио и против Турака. Заједно са Матијом учествује у освајању Шапца (1476) након чега је опленио Сребреницу, Кучлат и Зворник. Турци су одговорили упадом у околину Темишвара. Крајем исте године Вук безуспешно напада Смедерево.
Дмитар Јакшић ратује против Турака на страни ердељског војводе Стефана Баторија и значајно је допринео њиховом поразу на Хлебном пољу 1479. године. Вук је следеће године поразио Турке код Травника, а 1481. године је хришћанска војска под Вуком продрла до Крушевца. Деспот је са собом повео 50.000 Срба. Смрћу деспота Вука (1485) и Дмитра Јакшића (1486) завршен је још један буран период српске историје. Након Корвиновог формирања војне границе, Срби су на њој насељени као лака коњица, пешаци и шајкаши. Тада је донета и одлука о ослобађању од црквеног десетка (1481).
Следеће четири године (до 1521. године) стање на угарско-турској граници није се значајније мењало. До 1491. године влада примирје, да би касније повремено биле вођене мање борбе. Деспотска титула је након Вукове смрти пренета на Ђорђа Бранковића, сина ослепљеног Стефана. Деспотско звање је, упоредо са Ђорђем, носио и његов брат Јован. Ђорђе носи титулу до 1496. године када се замонашио у манастиру Купиник под именом Максим. Убрзо је постао митрополит влашки, а затим и београдски. Његов брат наставио је да носи деспотску титулу понашајући се као прави владар. Учествује у рату са Турцима (1501-1503) у коме је најпре пустошио околину Смедерева, затим поразио турску војску на отвореном пољу и повукао се водећи са собом 2000 Срба. Краљ му је 1501. године поверио врховну команду над војском на југу. Јован је одбио повољне понуде Ахмед-паше Херцеговића (сина Стефана Косаче) и 1502. године је продро у Босну и поразио Турке код Зворника. Исте године неочекивано је умро од грознице. Био је то последњи Бранковић са деспотском титулом. У угарском походу на Видин (лето 1502) учествују и Срби под командом београдског бана Ђорђа Кањижија. У походу учествују и Радич Божић и Марко и Дмитар Јакшић (млађи). Освојили су и Кладово и подграђе Никопоља. Мир је склопљен 1503. године. У међувремену, 1496. године, угарски сабор укида одлуку о ослобођењу српског становништва од црквеног десетка из 1481. године.
После смрти деспота Јована, деспотском титулом овенчан је Иваниш Бериславић, ожењен ћерком Стефана Јакшића, удовицом последњег Бранковића. Најранији извор који помиње Иваниша као деспота је из 1504. године. Деспот је имао седиште у Купинику. Владао је до 1514. године. Јелена, Иванишева удовица, бранила је Купиник до 1520. године. Тада се са деспотском титулом јавља Стеван Бериславић, син Иваниша и Јелене. Срби у Угарској су 1514. године узели учешћа у буни Ђорђа Доже која их је поделила у два табора. Након смрти краља Владислава II у Угарској избијају немири. На престо се попео Лудовик II (1516-1526) који је имао снажну опозицију у Јовану Запољи. На султански престо се 1521. године попео Сулејман Величанствени који исте године заузима Београд и Шабац.

## Срби под Турцима почетком 16. века

### Павле Бакић
Након освајања Београда, Сулејман је упутио смедеревског санџакбега Бали-бега Јахјапашића у Срем. Овај је попалио Купиник, Сланкамен, Митровицу, Карловце, Петроварадин, Каменицу, Черевић и Илок. Тако је створен широк појас ничије земље. Српско становништво из Београда одведено је у Цариград као лично султаново робље. Бали-бег је ипак настојао да део Срба приволи у турску службу. Међу првима је Турцима пришао Петар Овчаревић, шајкашки заповедник. Овчаревић је након боја сакупио део браниоца и приступио султану у службу. Његови војници уврштени су у ред мартолоса и настањени у четврти Београда која од тада носи назив „Овчар-оглу махала“. Иако је прешао на страну Турака, он наставља да, као добар хришћанин, шаље поверљиве податке Фердинанду Хабзбуршком на штету Јована Запоље. Остатке шајкаша прикупио је војвода Радич Божић у Петроварадину, док је Павле Томори командовао сувоземним четама. Турци нападају и 1522. и 1523. године. Код Петроварадина су доживели тежак пораз 1522. године, а нови смедеревски санџакбег, Ферхад-паша, доживљава пораз код Манђелоса 12. августа 1523. године. Ферхад-паша је погубљен, а заменио га је Бали-бег који безуспешно опседа Јајце. Њега и Хусрев-бега, босанског намесника, пред Јајцем је срамотно поразио Крсто Франкопан. Један од преломних тренутака јесте прелазак Павла Бакића из турске у угарску службу. Он је био најмоћнији српски властелин који је од Турака добио и неке поседе. Када је, почетком 1526. године, стигао на угарски двор, до детаља је изложио турске ратне намере знајући тачно и пут којим ће турска војска продрети ка Будиму. Пре одсудне битке на Мохачу, Турци су освојили Петроварадин кога је бранио Ђорђе Алапић. Битка на Мохачу вођена је 28. августа 1526. године. Битка је означила крај Угарске краљевине. Лудовик II остао је на бојном пољу. Од српских војвода, погинуо је Матија Бакић (брат Павла Бакића) и Павле Томори, заједно са још најмање 500 угарских племића. Док је султанова војска хитала ка Будиму, акинџије су нападале околне територије. Павле Бакић склањао је народ од турских нападача. Сулејман је септембра исте године без отпора ушао у Будим. Одатле је прешао у Пешту, након чега је кренуо назад ка Цариграду. У Срему је чуо вест о устанку у Малој Азији. Турци нису ни намеравали да анектирају Угарску, већ само да поставе вазалног краља. Био је то Јован Запоља, господар Ердеља, од раније у сукобу са Турцима. У овом рату Угарска је изгубила преко 200.000 људи. Угарско племство се делом склонило у Пожун код Марије Хабзбуршке, а делом је пришло Турцима. На сабору у Токају део племства прихватио је Јована Запољу за угарског краља. Он је крунисан у Столном Београду исте године. Као угарског краља, Запољу је признао француски краљ Франсоа, папа Климент VII, Млетачка република и Хенри VIII. Упоредо са тим, на сабору у Пожуну је за угарског краља изабран Фердинанд Хабзбуршки који је уживао подршку брата Карла V, најмоћнијег европског владара. На путу за Будим Фердинанд није имао отпора. Запоља се пред њим склања у Горњу Угарску. Фердинанд је тако крунисан и у Столном Београду.

### Јован Ненад
У време након Мохачке битке на историјској сцени појављује се Јован Ненад.  У време борби двојице угарских претендената, он се прогласио царем располажући војском од 15.000 људи, која нимало није заостајала за војскама двојице претендената. Јован Ненад је сматао да га је Бог послао да ослободи хришћане од Турака. То је доказивао чудима, молитвама, подвизима у боју. Његово порекло обавијено је велом тајне. Не зна се ни где је рођен, ни ко га је одгајао. Говорило се да потиче од српских деспота, да је један од Црнојевића, да је рођак мајке Ангелине, да су му преци византијски цареви из династије Палеолог. Изглед му је такође био упадљив; на телу је имао црну пругу која се ширила од десне слепоочнице до стопала десне ноге, у дебљини прста. Себе је називао „царем Срба и Цариграда“. Поразивши Валентина Терека, Јован Ненад се усталио у Суботици где је основао свој двор и пратњу од 600 младића на челу са Челником Радославом. Успоставио је своју превласт у Банату, Бачкој и делу Срема. У сукобу са српским царем, Валентин Терек је једва преживео, а Владислав Чаки остао је на бојном пољу заједно са многим угарским племићима. Запоља је у почетку штитио самозваног цара, али је касније постао његов непријатељ. Ђорђе Сремац, дворски капелан краља Запоље, забележио је да је Запоља заплакао кад је чуо да је Јован Ненад пришао Фердинанду. Фердинанд је Ненаду обећао деспотску титулу, а тако га је и ословљавао, мада је титула остала само обећање. После пораза на бојном пољу, Јован Ненад је на превару смртно рањен. Главу му је одсекао Валентин Терек (1527) и однео Запољи на трпезу. Запоља је, док је јео и пио, разговарао са главом, након чега ју је бацио у Дунав.
Српски ратници су се након пораза Јована Ненада расули. Део (око 3000 људи) се окупио под попов Васиљком и са њим ступили у редове Радича Божића. Други део придружио се једном од Јованових највећих непријатеља, Петру Перењију. Већина бораца окупила се под челником Радославом и пришла Турцима.

## Освајање Баната и Сулејманова смрт
Фердинанд Хабзбуршки приволео је Порту на мир под условом да се одрекне оног дела Угарске који је припадао Јовану Сигисмунду. И поред тога, нису престајала његова настојања да од Изабеле као регенткиње добије Ердељ и Банат како је некад уговорено у Великом Варадину (1538). Фратар Ђорђе Утјешановић Мартинуци све више се приклањао Аустрији. Он је био сива еминенција у Запољиној држави. Преговори о уступању Баната и Ердеља довели су до немира у тим областима. Властелин Никола Цреповић је 1550. године доживео тежак пораз код Чанада. Утјешановић је за то време кренуо ка Ђулафехервару, престони град, где је Петар Петровић покушао да заштити Изабелу. Изабела је напустила борбу, увидевши да је сваки отпор узалудан. Тако је Утјешановић постао господар ситуације. Пораз Николе Цреповића и Утјешановићев поход на сопствену краљицу учинили су ствари јасне. Сулејман је Утјешановића прогласио издајником и наредио да се његова земља преда Петру Петровићу, а да се Јован Сигисмунд крунише за краља и Турској предају Бечеј и Бечкерек. Јула 1551. године Изабела је синовљеву државу предала Фердинанду у замену за територије у Шлеској. Петар Петровић је на основу истог уговора предао Фердинанду Бечеј, Бечкерек, Темишвар и Липову. Утјешановића је Фердинанд именовао намесником у Ердељу.
Мехмед Соколовић је 7. септембра код Титела прешао Тису и упутио се ка Бечеју. Утјешановић је јавио Фердинанду како се подићи на устанак око 60.000 људи у Ердељу. Мехмед Соколовић је у походу наишао на подршку Срба. На путу за Темишвар, он осваја Бечеј, Бечкерек, Чанад и Липову. Темишвар је бранио Стефан Лошонци. Мехмед је октобра 1551. године опсео град, али се убрзо повукао на зимовање у Београд. Лошонци је за то време освојио Чанад. Јануара следеће године за сераскера овог ратног похода постављен је Ахмед-паша, други везир Порте. Јуна исте године је Ахмед-маша заједно са Мехмед-пашом Соколовићем опсео Темишвар. Турци су после месец дана опсаде предузели напад (25. јул). Лошонци се на реч предао Турцима, али је заједно са свим преживелима убијен на градским вратима. За првог намесника у Темишвару постављен је Гази Касим-паша. Поход на Банат требало је да се победоносно заврши освајањем Јегра. Браниоци су, међутим, успели да издрже напад. Турци у овом рату освајају Банат образујући нови беглербеглук са седиштем у Темишвару.
Циљ Сулејмановог последњег рата са Аустријом (1566) је, као и увек, био Беч. Прешавши понтонски мост код Шапца, Сулејман је у Београду примио ердељског кнеза Јована Сигисмунда Запољу коме је још из Цариграда поручено да дође на поклоњење. Сулејман је тамо изјавио да се неће вратити у Цариград док Сигисмунд не буде крунисан за краља Угарске. Управо тада је било јасно да је Сулејманов поход добио светске размере. Султан се устремио на град Сигет. Цар Максимилијан је задржао своје трупе препуштајући Сигет својој судбини. Турци су сваког браниоца Сигета платили са десет својих људи. Мехмед-паша Соколовић водио је опсаду. Сулејман је умро у ноћи између 5. и 6. септембра. Велики везир прикривао је његову смрт. Бранитељ града, Никола Зрински, претворио је одбрану свог града у херојску смрт. Град је пао један дан након Сулејманове смрти. У време опсаде Сигета, Турци су претрпели неуспех у покушају да освоје Новиград. Град је успешно одбранио бан Петар Ердеди. Приликом повратка, у Београду је Мехмед по други пут постао велики везир. Преговори о миру завршени су потписивањем Једренског мира (1568) на осам година. Максимилијан и Селим II задржали су оно што им се у том тренутку затекло у рукама. Максимилијан је пристао и на плаћање данка од 30.000 дуката.

## Банатски устанак
У српској историографији први је о Дугом рату опширније писао Јован Рајић у својој Историји (1794-1795). Рат је отпочео великом турском погибијом код Сиска 1593. године, а завршен је потписивањем мира у Житватороку 1606. године. Турци су рат започели прикупљањем војске у Београду под командом Синан-паше. Он је после краћих опсада заузео Весприм и Палоту. У оваквим условима, Срби у Банату, у договору са својим сународницима у Влашкој и Ердељу, дижу 1594. године устанак против турских власти који, по броју устаника и успесима на бојном пољу, представља један од највећих у историји југоисточне Европе од 16. до 18. века. Срби преговарају са изасланицима цара Рудолфа. Освајају бројне градове између Мориша и Дунава и бирају Сигисмунда Баторија за свог краља. Он је био први страни владар кога су Срби изабрали за свог владара. Батори се претварао да је веран султану.
Срби су педесетих година помагали Мехмеду-паши Соколовићу да заузме Банат. Од тада, они су на тој земљи стасали као војници и као земљорадници. Турска у међувремену води дуг рат са Персијом који је завршен склапањем мира 1590. године након турске победе. На престолу се између 1574. и 1595. године налазио Мурат III. После утемељења града Карловца 1579. године створен је Босански пашалук на челу са Ферхад-пашом из редова Соколовића. На место беглербега дошао је 1591. године Хасан-паша Предојевић из Клобука. Он је следеће године освојио Бихаћ (град је бранио Тома Ердеди) и подигао град Петрињу (Новиград) на Купи како би олакшао нападе на Хрватску. Установљен је Бихаћки санџак на чије чело је постављен Рустем-бег. Хасан-паша Предојевић кренуо је ка Београду са циљем да нападне Аустрију и тако отпочне рат. Тада је дошло до смене на везирском престолу и Предојевић је изгубио подршку коју је имао у Сијавуш-паши. На везирско место поново је дошао Синан-паша. Хасан-паша Предојевић је кренуо ка Сиску. Хришћанску војску предводили су Тома Ердеди, Рупрехт Егенберг и Андрија Турјачки. Турци су доживели пораз који је довео до објаве рата од стране Цариграда. Августа исте године освојен је Сисак. Септембра 1593. године Синан-паша се налази у Београду.
Млечани су одбијали да се одазову папиним и аустријским позивима у рат против Турака због своје слабости и трговачких интереса. Француска је непрестано настојала да обнови савез са Турцима и поново успостави свој утицај на Порти. Шпанија се након пораза своје Армаде у водама Ламанша 1588. године клонила сукоба у Средоземљу. Мале италијанске државе такође су имале трговачких интереса за опстанком Турске у Европи. Тако је Аустрија морала наставити ратовање само уз подршку немачких држава, угарског сабора и Чешке. Папа Климент VIII обраћао се за помоћ и православним државама (Ердељ, Влашка, Молдавија, Пољска, Русија), али се оне нису одазвале позиву.
Власи у Банату задржали су титуле кнеза и примићура. У Банату су кнезови називани и нахијским ћехајама. Упоредо са њима постојала је и служба бирова који су бирани на одређено време и једино су плаћали порез на овце. Укидањем порезних олакшица Срба у Банату Турци су целу једну област предодредили за устанак. Напредовање хришћанске војске охрабрило је Србе. Рудолфови војници заузимају и разарају Филек и освајају Новиград. Преговори се воде о заједничкој акцији Сигисмунда Баторија, ердељског кнеза, и господара Влашке и Молдавије. Ердељски кнез био је вољан да се дигне против Турака, али је наилазио на отпор ердељских сталежа. Ипак, ердељске власти мирно су допуштале да се српске устаничке чете формирају на њиховој територији. Влашки војвода Михаило Храбри и молдавски војвода Арон одрекли су се послушности султану. Батори се све више удаљавао од Порте. Срби учествују у опсади Острогона од стране надвојводе Матије.
На челу једне српске чете био је Петар Мајзош. Он је 1594. године заузео Вршац. Синан-паша је упозорио ердељског кнеза Баторија да ухвати и казни Мајзоша. Друга хајдучка дружина под Јованом Логушанином пустошила је у пределу око Алмаша и није наилазила на одлучнији отпор. Синан-паша се није освртао на Србе већ је кренуо у сусрет свом главном непријатељу, надвојводи Матији. Сигисмунд Батори још увек је бесциљно преговарао са Рудолфом те се устезао да одлучније помогне устанике. Устаници су после напада на Вршац ударили на место Бокчију, а затим на град Моржину. Турци су међу нападачима препознали људе Сигисмунда Баторија. Султан је упутио свог чауша Ахмеда да испита ствар у Ердељу. Батори је 12. маја сазвао сабор ердељских сталежа како би добио одобрење за улазак у рат. Тада се у Ердељу налазило посланство Срба предвођено владиком Теодором Тиводоровићем. Ердељском кнезу понуђен је престо српског деспота или краља. Турци су му припретили пљачкајући погранична насеља у Ердељу. Сталежи су остали при одлуци да се не кида савезништво са Турцима. Срби су, поред Вршца, Бошкања, Моржине и Фачетине заузели у међувремену и Вилагошвар и Јенопоље. Потом су предузели опсаду Бечкерека. Град је пао без већег отпора. Устаници су прешли Бегеј и брзо сломили отпор браниоца. Освајање Бечкерека (Зрењанина) највећи је успех Срба у Банатском устанку. Устаници убрзо освајају и Бечеј, а потом и град Тител. Турци (11.000 људи) су напали Србе покушавајући да поврате ове градове, али су разбијени у бици. Свега десетина турских војника спасла се погибије. Погинула су и сва три бега.
Ситуација се 1594. године окренула против устаника. Сабор у Ђулафехервару одлучио је да се не кида са Турцима. Аустријанци крајем јуна напуштају опсаде Острогона и Хатвана и повлаче се у горњу Угарску. Устаници, остављени сами себи, су се четири пута сукобили са Турцима, односно темишварском војском, и четири пута јој нанели пораз. Нови темишварски беглербег, Хасан-паша Млађи, средином јула је ударио на устанике код Бечкерека. Турака је било 30.000 наспрам 4300 Срба. Из покоља је извукло главу свега 300 устаника. Турци су поново заузели Бечкерек. Устанак је тиме угушен. Већина Срба вратила се на своја огњишта, док је део доспео ропства. Владика Теодор Тиводоровић ухваћен је и у Вршцу жив одран.
У време устанка Срба у Банату спаљене су мошти Светог Саве у Београду. У питању је један од оних догађаја у српској историји о коме је остало довољно података у историјским изворима. Ипак, у науци није сасвим утврђено да ли се спаљивање десило 1594. или 1595. године.

## Учешће Срба у Дугом рату
Дуги рат настављен је годинама након гушења Банатског устанка. Срби се нису склањали са попришта сукоба, мада је рат вођен са променљивом срећом. Долази до уздизања нових хероја српске историје, попут Старине Новака, Ђорђа Раца Сланкаменца и Дели Марка. Сланкаменац је почео ни из чега. Најпре је као коњушар био у служби једног ердељског магната. Борио се у Банатском устанку 1594. године и у име Срба преговарао са Кристофором Тојфенбахом. Потом је ступио у службу Сигисмунда Баторија. Дели Марко, најомиљенији међу Србима, чинио је чуда са својом војском. Извршио је крајем 1594. године смео упад у Турску све до Једрена. У пролеће 1596. године похарао је град Плевну. Ђорђе Борбељ, његов војвода, освојио је 1595. године Липову, Шољмош и још неке мање градове, а помогао је Баторију да освоји Вршац, Фачет, Арад и друге градове. Аустријанци су 1596. године узели Острогон и ставили га под заповедништво грофа Николе Палфија. Последњи већи иступ Сигисмунда Баторија био је напад на Темишвар у коме су учествовали и Дели Марко, Ђорђе Рац и Сава Темишварац. Међутим, чувши да се опседнутом граду приближава војска Хасан-паше из Београда, нападачи су подигли опсаду. Батори је убрзо напустио положај кнеза и препустио је земљу, уз принудни пристанак сталежа, цару Рудолфу, који је за намесника Ердеља поставио надвојводу Максимилијана. Српски прваци се од бекства Баторија у Пољску све више везују за влашког војводу Михаила Храброг.
Он је 1599. године кренуо на Ердељ са великом војском у којој су учествовали и Срби под Ђорђем Рацом. Одлучујућа битка вођена је код Сибиња 28. октобра 1599. године. Ердељска војска под кардиналом Андријом Баторијем претрпела је потпуни пораз. Михаило је 1600. године кренуо на Молдавију. Српске одреде предводио је Дели Марко. Без отпора, Михаило Храбри заузео је Модлавију и њену престоницу Сучаву. Потом се вратио у Ердељ, што је била његова највећа грешка. Тамо се племство побунило падајући под хабзбуршки утицај. Позвало је у помоћ генерала Ђорђа Басту, аустријског заповедника у горњој Угарској. Баста је сакупио војску и потукао Михаила Храброг код Мирослова 18. септембра протерујући га из Ердеља.

### Старина Новак
Савремени документи с краја 16. и почетка 17. века сведоче о историјској личности која је ратовала у војсци Михаила Храброг. Био је то гласовити Баба Новак или Старина Новак. У усменом предању, Старина Новак се касније појавио као горски хајдук и то на гори Романији. Рођен је у Поречу на Дунаву око 1520. године. Српског је порекла. У војсци Михаила Храброг први пут се спомиње 1595. године када је влашки војвода прешао Дунав код Никопоља и пустошио до Балкана. Михаило Храбри тада је запазио Старину Новака и његове хајдуке и узео их у своју службу. Војска Синан-паше потучена је августа 1595. године код Ђурђева. Исте или сличне хајдучке подухвате неки историчари приписивали су и Дели Марку.
Временом, Михаило Храбри је ступио у везу са Ђорђем Бастом тражећи од њега помоћ. Баста је поставио услове: да Михаило убудуће носи само титулу влашког војводе остајући цару веран вазал и да са својом војском спречи продор Сигисмунда Баторија у Ердељ. Старина Новак је тако стао на страну која је ратовала против Сигисмунда Баторија. Оптужен је за издају и ухваћен је на превару код Липове. Окован је у ланце и одведен, са једним свештеником, у Клуж. Тамо је жив спаљен 5. фебруара 1601. године.
Исте године убијен је и Михаило Храбри, на превару, по наређењу Ђорђа Басте. За влашког војводу изабран је Радул Шербан, а око њега се окупљају српски устаници. Угарски магнати које Баста није савладао окупљају се око Мојсија Секеља и позивају Турке у помоћ. Баста је сачекао Турке на реци Серету и поразио их септембра 1602. године. Секељ је поражен исте године у сукобу са Дели Марком код Брашова. Нови ердељски кнез, супротстављен цару Рудолфу, постао је Стефан Бочкај. Аустријски цар настојао је да, пре потписивања споразума са Бочкајем, обезбеди што боље услове те је послао војску влашког војводе Радула, односно српског војсковође Ђорђа Раца, на Бочкаја. У њој се налазио и Јован Бранковић, предак Ђорђа Бранковића. Сланкаменац је ухваћен и бачен у тамницу, а Аустријанци су поражени код Пожуна 1605. године.
Уговор између цара и Бочкаја потписан је у Бечу. Бочкају је припао цео Ердељ и градови Сатмар и Токај. Кнез је остао и турски вазал посредујући у склапању мира између Порте и аустријског двора. Уговор је склопљен на 20 година под Комораном, на месту где се речица Житва улива у Дунав (11. новембар 1606. година). Свака страна задржала је територије које је у том часу држала. Турска се проширила освајањем Јегра 1596. године који је постао седиште новог пашалука. Крајем рата Турци су повратили и Острогон. Рудолф је султану исплатио 200.000 форинти и тиме ослободио Аустрију од плаћања данка. Мир на реци Житви није више био знак султанове милости већ акт склопљен по начелима међународног права. На Порти се више није могло тумачити аустријско плаћање одштете као годишњи данак.

## Срби у Кандијском рату
Први велики излазак Срба на историјску позорницу одиграо у Дугом рату између Аустрије и Турске и показао је колико су, од васпостављања Пећке патријаршије, као народ брзо напредовали. Кандијски рат донео је српском народу велика искушења, али и могућности за даље сазревање идеје ослобођења од стране власти. Рат је почео наредбом султана Ибрахима I да се објави рат Млетачкој републици и изврши инвазија њеног острва Крита зато што је тамо нашао уточиште један брод малтешких гусара. Двадесетпетогодишња борба око тог острва представљала је крунисање вишевековних турских напора да загосподаре целим источним Средоземљем. У почетку рата Венеција је своје најбоље војне снаге груписала на Криту; Далмација и Бока Которска биле су слабо брањене, а одатле се очекивао прилично снажан турски удар; према неким подацима није било више од 2000 војника укупно. Млечани су се очигледно уздали да ће домаће, највећим делом српско, становништво поднети главни терет борби. Већ у првим годинама рата почела су два процеса који су знатно утицали на осипање и слабљење јужних граница Турске према Јадрану. У питању су били прелазак појединих племенских и општинских заједница из турске под млетачку власт, а други пребегавање турских поданика на млетачке територије.
Уз млетачку помоћ Црногорци су 1645. одбили напад скадарског санџакбега, изазван упорним одбијањем плаћања харача. Током 1645. и 1646. Млечани су потиснули Турске и неколико значајнијих места у Далмацији и велики број Морлака (назив за Србе) се преселио на млетачку територију, а велики број се прикључио борбама против Турака. Када се то сазнало на Порти, новом босанском намеснику је наређено да удари на далматинске градове и граничарска упоришта. У тим борбама, током 1647, истакли су се млетачки ускоци. Ферхад-бег Пашић је преотео Надин и кренуо је ка Задру, али га је поп Стеван Суботић, како би заштитио Србе скоро досељене у околину тог града, сачекао са ускоцима и принудио на повлачење. Док се главна турска војска спремала да удари на Шибеник, око 1500 досељених Срба је упућено на Грачац да направи диверзију. Њих је водио пребег Петар Смиљанић са синовима и они су град заузели и запалили га. Турци су ипак стигли до Шибеника и 21. августа започели опсаду. У одбрани града учествовало је и око 1000 ускока под вођством Стевана Суботића. Опсада је половином септембра разбијена и након месец дана млетачка војска је освојила Островицу, у чијем освајању је велику улогу одиграо и Суботић са својим ускоцима. Према млетачкој статистици, за две године ратовања, власт Венеције је признало око 20.000 Морлака (Срба).
Почетком 1648. генерални провидур Леонардо Флосколо је искористио јаку зиму и напао Турке којима није могла да стигне помоћ из залеђа. Неколико хиљада плаћеника и ускока које су водили Вук Мандушић и Стеван Суботић је освојило Дрниш и босанског пашу натерало на бекство према Цетини. То је омогућило прелазак додатног броја Срба на територију Шибеника. Млетачка војска је потом без отпора ушла у Книн, а освајањем Клиса у марту су млетачки успеси достигли врхунац. У априлу су освојили и Сињ, у чему су учествовали и ускоци Стевана Суботића, док је друга група под вођством Петронија Селаковића, калуђера из манастира Крке, продрла чак до реке Саве. Вук Мандушић је ушао у Кључ и запалио га, али је под притиском турских појачања морао да се повуче. У јулу су ускоци из Равних Котара кренули ка Рибнику, са циљем да разбију турске снаге у њему од којих им је стално претила опасност. Ту су међутим, затекли читаву турску војску која их је сатерала у један кланац и борбама је убијен Петар Смиљанић, док је Стеван Суботић заробљен. Подвргнут је страшним мукама и на крају набијен на колац а глава му је одсечена и послата у Цариград. Исте године је погинуо и Вук Мандушић, у борби са Турцима код Островице.
У рату су се као хајдучке вође истакли и Стојан Јанковић и Бајо Пивљанин. Мировни уговор је склопљен 1669. и по његовим одредбама острво Крит је предато Турцима и извршено је разграничење у Далмацији и Боки Которској. Коначан акт о новој граници, названој „линија Нани“ по млетачком комесару за разграничење, потписан је тек 1671. Венеција се одрекла скоро свих територија које су током рата освојили ускоци и хајдуци. Турци су задржали Обровац, Скрадин, Макарску с Приморјем, Врану и Земуник у близини Задра. У посед Млетака је дошао једино Клис.

## Срби у Великом бечком рату
Дуготрајни Кандијски рат против Млетачке републике (1645-1669) изазвао је несташице у Царству које су довеле до збацивања султана Ибрахима и доласка његовог сина, Мехмеда IV на власт (1648-1687). Мехмед је успешно окончао рат са Млечанима, али је трпео неуспехе у два узастопна „ердељска рата“ (1660-1. и 1663-4). Порта је признала аутономију Ердељу. Потом је заратила против Пољске и миром у Журавни (1676) добила Подолију. У рату против Русије губи западну Украјину (1681. године споразумом у Радзину). Циљ Турака 1683. године било је да реше ердељско питање у своју корист, заузму велики део аустријске Угарске и продру дубоко у средњу Европу. Рат носи назив по правцу коме су Турци кренули 1683. године. Султан је током опсаде боравио у Београду, а војску је предводио везир Кара Мустафа-паша Ћуприлић. Пораз Турака под Бечом довео је до стварања Свете лиге (Млетачка република, Аустрија, Пољска, касније и Русија). Млетачка је желела да врати Крит и освоји Кипар и Негропонт. Њена војска ратује на Мореји због чега се руско-млетачки део рата другачије назива „Морејским ратом“. Република је 1685. године освојила Леукас, Превезу, Корон и Модон. Претензије Аустрије и Млетачке косиле су се у Далмацији те је споразумом одређено да свако задржи оно што освоји. Планови Млетачке републике ишли су на штету Дубровнику који склапа савез са Аустријом. Млетачка је по избијању рата почела прихватати ускоке и слати их у борбу против Турака. Млетачка је покушавала да на устанак подигне и Боку Которску и Црну Гору. Зато је у Боку послала једног од бораца у северној Далмацији, Бају Николића Пивљанина. Под његовим утицајем нека црногорска племена дижу устанак (1684-5), али је скадарски санџакбег Сулејман Бушатлија потукао њихове снаге. У боју је погинуо Пивљанин, а Бушатлија је спалио Цетиње.
Од 1686. године на историјску сцену ступа Арсеније III Црнојевић (1674-1690-1706). Он је отпочео преговоре са Млетачком републиком у намери да се пресели из Пећи у Цетиње и подстакне црногорска племена на устанак. Царске снаге освајају Петроварадин 1687. године. Он постаје главно средиште војске за напад на Београд. Исте године Турци су истерани из Будима. Број Срба устаника непрестано расте. Турска војска доживела је пораз на Мохачу (1687) те се повлачи даље ка Београду, док аустријска војска уз помоћ Срба осваја целу средњу Славонију са Сремом и Петроварадином. Порази су изазвали побуну јаничара у којој је смењен султан Мехмед, а на његово место дошао Сулејман II (1687-1691).  Један од највећих дотадашњих успеха аустријске војске јесте освајање Београда. Тамо се прикупљала турска војска под командом Јеген Осман-паше, румелијског беглербега. Он се под притиском Аустријанаца повукао из Шапца у Београд са 16-17.000 људи. Хришћани освајају Тител без борбе, чиме је обезбеђена неометана пловидба Дунавом ка Београду. Аустријска војска стигла је 6. августа у Земун. Два дана касније Јеген Осман-паша их је почео нападати. Два дана касније повукао се из града, спаливши намирнице и поневши са собом најдрагоценије предмете. Са њим се у Смедерево упутио и Имре Текелија. Аустријска војска у Београду сместила се у напуштени пашин логор. Капетан Продан Штета истовремено осваја Кладово. На дан освајања Београда 6. септембра, цар Леополд упутио је проглас српском народу позивајући га на устанак против Турака у замену за права и слободе. Устаници нападају Ужице и освајају тврђаву. Баденски је послао војску која без борбе осваја Зворник. Међутим, године 1689. ситуација се погоршала по аустријску војску јер је француски краљ Луј XIV напао Аустрију са запада. Велика алијанса Енглеске и Низоземске (1687-1690) није олакшала аустријски положај. Леополд је знатан део снага морао повући са турског бојишта. План даљег рата против Турака обухватао је борбу главним правцем, долином Мораве до Ниша, а одатле ка Софији и Истанбулу и борбе побочним правцима , први ка западу долином Западне Мораве, преко Крушевца ка Ужицу и Босни и Херцеговини (са намером да се Босна одсече од остатка Турске) и други ка Скадру преко Прокупља, Куршумлије, Скопља и Призрена.
Српски устаници су 1689. године освојили и опљачкали Нови Пазар као освету за турски покољ у Старом Влаху годину дана раније. Прве избеглице у то време прелазе преко Саве и Дунава. Баденски је саветовао Леополда да им уступи новодобијене земље, бар на почетку, док се не смири ситуација. Планско насељавање покренуто је 11. јула 1689. године Леополдовим прогласом којим је обећан несметан посед свих покретних и непокретних имања оним лицима која се стално населе на подручју вировитичке и пожешке жупаније и ступе у чету жупана Фрање Ивановића. У Крушевац је ушла српска посада. Баденски, који је тада боравио у Баточини, послао је писмо Арсенију и прогласе за Албанију и Босну и Херцеговину. Преко Јагодине, Параћина и Алексинца, Баденски је стигао пред Ниш који је освојио након дводневне битке. Генерал Пиколомини гонио је турску војску до Софије. Успут је освојио Пирот, Муса-пашину Паланку (Белу Паланку) и Драгоман. Баденски је долином Тимока кренуо ка Кладову које је у међувремену освојио Текели. Турци су на вести о поразу код Ниша спалили Кладово и Оршаву и повукли се ка Видину. Баденски је освојио Видин.
У то време појављује се Ђорђе Бранковић, писац опсежне Славеносербске хронике. Од 1675. до 1677. године он је посланик Ердеља на Порти, а потом се настанио у Букурешту. Утицао је на влашког кнеза Шербана Кантакузина да се приближи Аустрији 1683. године због чега га је Леополд уврстио у редове барона Краљевине Угарске. Шеснаест дана по заузећу Београда, септембра 1688. године, Леополд га је дипломом признао за потомка лозе Бранковића и господара Илирије и великог војводу Горње и Доње Мезије и других земаља. Међутим, крајем маја 1689. године Бранковић се појавио са око 800 наоружаних устаника, али не са намером да помогне продор ћесарске војске, већ са намером да створи независну државу. Бранковић је био спреман да силом заузме територије на које је претендовао, уколико му их Леополд не би предао. Баденски га је домамио у Кладово, ухапсио, и као заробљеника послао у Оршаву, а одатле у затвор у Сибињ. У извештају је навео да је то учинио због Ђорђеве злоупотребе дипломе коју је добио од цара.
Као војни и националноослободилачки израз српског народа у Великом бечком рату створена је Српска милиција. Баденски је 4. октобра 1689. године, по Леополдовом упутству, издао проглас о устројству Српске милиције у једну регименту састављену од 10 чета са по 300 пешака (укупно 3000 људи) и две чете коњаника (хусара) са по 200 људи. За команданта је одређен Павле Несторовић Дејак. На чело сваке чете постављен је по један војвода или капетан. Милиција је по саставу била српска, јер у њу нису примани Угари. Право кажњавања препуштено је Дејаку. Баденски је пре одласка из Србије оставио свега 5600 пешака и 3200 коњаника, укључујући ту и редове Српске милиције и Пафлијеву регименту хајдука. Пиколоними је у Нишу оставио 5000 људи као посаду, а са двоструко мањим снагама је кренуо ка Прокупљу које је тада било велики град. Српско становништво на Косову дигло се на устанак и нанело дукађинском санџакбегу Махмуд-паши Беговићу осетан пораз код Пећи. Пиколомини је после Прокупља заузео Скопље чиме је освојена цела Србија и Македонија. Генерал је намеравао да се састане са патријархом Арсенијем, али је он већ побегао у Црну Гору у страху од турске освете. Патријарх се вратио у Пећ, а одатле продужио за Призрен где се састао са Пиколоминијем. Саветовање је прекинула смрт генерала услед које је пропао покушај ћесароваца да избију на Јадран. Хришћани су десетак дана раније поражени код Драгомана.
Аустријска војска је после овог пораза прешла у дефанзиву. Разлог треба тражити у променама које су настале у турској војсци почетком новембра. Велики везир Реџеп-паша удаљен је са функције, а његово место заузео је Фазил Мустафа-паша који је успео да у року од неколико недеља преуреди војску, финансије и управу. Одржано је војно саветовање у Једрену на коме је одлучено да се освоји Скопље и нападне проклети хајдук Карпош који је око себе окупио велики број устаника. Бивши скопски мартолос Карпош добио је од Леополда кнежевски клобуг и царску диплому. Са својим устаницима освојио је неколико градова и вароши од којих је најзначајније Куманово. Освојио је и Качанички кланац где се окупило неколико хиљада устаника. Турци су заузели кланац пре него што су стигла појачања (јануар 1690). Карпош се упустио у борбу са знатно надмоћнијим противником. Одлучујућу улогу у бици одиграли су Кримски Татари. Карпош је успео да се извуче из Качаника. Холштајн, командант немачких трупа, повукао се у Ниш, а кримски кан је освојио Скопље. Карпош је ухваћен у Куманову и доведен у Скопље, где је набијен на колац. Убрзо Турци заузимају и Призрен, а спаљују Приштину.

### Прва сеоба Срба
Први знак за бежанију дао је патријарх Арсеније који је на коњу побегао у Београд. Тамо је побегао и део Пиколоминијеве регименте и део Српске милиције. Турци су после победе код Качаника надирали ка северу. Леополд се истог дана обратио патријарху са молбом да, с обзиром на углед који ужива, позове Србе да збаце турски јарам. Турска војска постепено је истеривала ћесаровце и устаника из Србије и Македоније. Патријарху је постало јасно да ће са избеглицама морати да се склони преко Саве и Дунава. Предвиђено је да се Срби населе на територије које је у овом рату освојила аустријска војска. Аустријске власти су почеле да успостављају јерархијско-управну надлежност на овим просторима. Патријарх Арсеније је 18. јуна 1690. године сазвао народно-црквени сабор на коме је требало да се донесе одлука поводом Леополдовог позива на нови устанак. Решено је управо супротно; да избеглице напусте свој завичај и да се склоне у Угарску.  Аустрија је већ, не чекајући завршетак рата, почела да организује своју власт на новоосвојеним просторима. Сабор је признао Леополда за српског краља и српски народ ставио у заједничку борбу против Турака. Сабор је захтевао да се српској православној цркви пружи исти третман као у Турској: слобода вере, слободно бирање архиепископа Србина, употреба старог календара, патријархова јурисдикција над областима на којима живе Срби, ослобађање од црквених пореза у Угарској. Пунктације Београдског сабора у Беч је однео Исаија Ђаковић који је добро познавао немачки језик. Цар је усвојио молбу и 21. августа 1690. године преко Аустријске дворске канцеларије издао „прву привилегију“. Она представља основни спис државноправне природе којим се уређује положај српског становништва под влашћу аустријског цара Леополда. Српски народ признат је као посебна политичка, односно аутономна целина, чиме је постигнуто јединство целокупног српског народа у поменутим земљама. Носилац јединства била је Српска православна црква. Цар је прихватио све захтеве Београдског сабора у погледу цркве. Турци су у међувремену заузели Ниш.
Првом сеобом је нарочито обухваћено становништво Македоније и Србије. Нестају села у Врањској Пчињи. Сеоско становништво исељава се из Старе Србије, нарочито из Призрена и околине, са Косова, Метохије и из других предела. У западној Србији, Мачве и Подриња, становништво се сели независно од велике сеобе. Након повлачења ћесароваца, становништво се из Видина сели у Србију. Велике масе из свих крајева Србије крећу се ка Београду долином Ибра преко Новог Пазара и Студенице, низ Западну, Јужну и Велику Мораву. Долазак избеглица трајао је од јануара 1690. године (долазак Арсенија) до октобра исте године (пад Београда). Касније то није било могуће јер је граница померена на север. Опасност по све избеглице увећана је након пада Смедерева 27. септембра. Турци га заузимају на јуриш.
Аустријски команданти су још 27. августа 1690. године закључили на саветовању у Јагодини да линија одбране буде образована на Сави и Дунаву. Убрзо након пада Београда, Баденски је наредио да се испразне Шабац, Митровица, Рача и Брод и да се поруше тамошње тврђаве. Хоповски игуман Ћирило описује сеобу Срба под Арсенијем као сеобу некадашњих Израиљаца преко Црвеног мора под Мојсијем. Као што су Израиљци носили кости Јосифове, тако Арсеније и српски народ носе кивоте српских светитеља преко Дунава. Путовање до Будима или Сентандреје трајало је 40 дана. Други савременик је Стефан Раванички који пише да су избеглице понеле са собом мошти светог кнеза Лазара. Трећи савременик је Атанасије Ђакон Србин који претерује када наводи бројку од 10.000 лађа. Укупно, Срба је прешло између 40.000 и 50.000.

### Завршне борбе
Српски народ добио је одређене повластице првом Леополдовом привилегијом од 1690. године. Међутим, управо тада је отпочела борба за одбрану тих права. Другу привилегију цар Леополд издао је 11. децембра 1690. године наређујући свим властима у Угарској, Хрватској и Славонији да поштују одредбе прве привилегије. Леополд је Србе ослободио десетка, кулука и осталих пореза. Српска православна црква призната је за установу српског народа под суверенитетом Хабзбуршке монархије. Привилегован положај српског народа одговарао је феудалном и друштвеном положају некадашње Угарске краљевине коју су Хабзбурзи оружјем одвојили од Османског царства. Против таквог положаја дигле су се власти у Угарској, Славонији и Хрватској. Привилегије су, по угарском средњовековном схватању, требало да буду објављене у Угарској дијети и потом разаслане жупанијама, па би тек онда постале саставни елеменат земаљског права. Леополд није сматрао да се то треба учинити јер су на Угарском сабору у Пожуну 1687. године укинуте угарске сталешке слободе и проглашено наследно право Хабзбурга на угарску круну. Хабзбурзи су сматрали Угарску својом личном тековином. Исто гледиште прихватио је и Београдски сабор.
Након пада Београда 1690. године, аустријске власти настојале су да што већи број Срба привуку на борбу против Турака. На скупштини у Будиму (1691) српске старешине пристале су да ратују за Аустрију бирајући Ђорђа Бранковића за српског деспота, захтевајући да се он ослободи заточеништва и стави на чело српског народа. Међутим, Леополд је потврдио Јована Монастирлију за подвојводу. Он се истакао у бици код Сланкамена 1691. године у коме су Турци доживели велики пораз, а у коме је страдао и сам велики везир Ћуприлић. Сутрадан, 21. августа 1691. године, Леополд је објавио нову привилегију којом је потврдио и проширио прву привилегију. Проширење се односило на право Арсенија да наследи имања оних Срба који умру без тестамента и на потврду да сви Срби зависе у духовним и световним стварима од патријарха. По наређењу Дворског ратног савета, Српска милиција подељена је на компаније чије су операције 1691/2. године биле усмерене на онемогућавање пловидбе турским бродовима Дунавом до Београда.
Привилегија цара Леополда од 1-4. марта 1695. године преуредила је православну цркву у Хабзбуршкој монархији и заокружила њене епархије у Угарској, Хрватској и Славонији. Саставни део борбе Срба за очување привилегија било је и настојање за посебном територијом на којој би српски народ могао уредити своју аутономну власт. На позив цара Леополда, Арсеније и Монарстирлија су отпутовали у Беч где су преговарали са Дворскм ратним саветом о томе. Жеља Срба ипак није остварена, те је Арсеније поновио захтев 1706. године, овога пута цару Јосифу.
У намери да избије на Азовско и Црно море, руски цар Петар Велики (1682-1725) настојао је да ступи у савез са Лигом. Зато је 1695. године послао у Беч Козму Нефимонова са задатком да закључи трогодишњи савез са Аустријом. То је учињено 1697. године. По Арсенијевој жељи, Нефимонов је известио Петра Великог о аустријским насиљима после велике сеобе. Нагласио је да му је патријарх учинио корисне услуге и помогао му да сазна многе податке који су важни за руску ствар. Половином маја 1696. године, руски посланик је замолио аустријског цара да заштити Србе од језуита. Еуген Савојски је 11. септембра 1697. године страховито поразио Турке код Сенте. Поражени султан једва је избегао погибију. Погинуо је велики везир. Битка код Сенте одлучио одлучила је судбину рата. Аустријска и српска војска опљачкале су и спалиле Сарајево. Из Босне је избегло 20.000 Срба, највише после велике сеобе.

### Карловачки мир
Поразом Турака код Сенте је Велики бечки рат завршен на штету Турског царства. Порта је прихватила посредовање Енглеске и Низоземске у преговорима о примирју. Разлог је био страх од руског напада на европски део царства. Од тога је страховао и Леополд, који је поред свега био заузет и питањем наслеђа шпанског престола. Приликом боравка Петра Великог у Белу (јун-јул 1698), патријарх се нашао са његовим блиским сарадницима. Цар је у Бечу оставио као опуномоћеника Возњицина са којим су Срби одржавали везе. Срби су очекивали да ће Возњицин унети у руске услове за мир и оно што су они тражили. Међутим, Енглеска и Низоземска, споразумно са чланицама Свете лиге, издејствовале су да Русија не учествује на мировним преговорима у Карловцима. Одредиле су да руски представник борави у Петроварадину, а Портини посланици становали су у Београду. Преговори Русије и Турске су због тога завршени само примирјем.
Карловачки мировни уговор склопљен је 26. јануара 1699. године на десет година. Хабзбуршкој монархији припала је цела Угарска, без Баната, а границе Хрватске померене су са Купе на Уну и до планине Велебита. Од турске власти ослобођена је Славонија и југоисточни Срем преко кога је повучена нова аустријско-турска граница од Митровице (припала Турској) до Сланкамена (припао Аустрији). Граница је обележена хумкама које су по Марсиљију назване марцијалне ханте. Млетачка република задржала је у Боки узан појас уз обалу од Новог до Рисна, а у Далмацији Книн, Сињску крајину, Вргорац и Габелу. Уз то је добила и Пелопонез (Мореју) до Истмоса и острва Лефтерију, Занте и Леукас. Дубровник и Млетачка раздвојени су територијално уским појасом под османском влашћу.
Карловачким миром из 1699. године окончан је тзв. Велики рат између Османског царства и европских хришћанских држава. О дипломатском третману потписника мира најбоље говори чињеница да је чекано да се изгради барака са четири врата (у правцу четири страна света) кроз која би сви потписници (венецијански, пољски, аустријски и турски) ушли истовремено, сваки у 12 сати. Такође, поставило се питање ко ће седети у зачељу стола. Израђен је округли сто по узору на витезове краља Артура (Енглеска је посредовала у склапању мира) како ниједан од потписника мира не би симболично био повлашћен местом на зачељу. Мир у Карловцима први је мир кога су хришћански владари склопили са Турцима, а да у њему нема ни речи о поклонима за турског султана. Овај новчани износ Турци су називали данком, а аустријски двор почасним даром. Ово је најзначајнији мир кога су хришћани до 18. века склопили са Турцима. Њиме је завршено понижавање и давање разних данака. Европске силе по први пут су се састале ради посредовања, а Порта их је све међународно и правно признала. Великим ратом коначно је окончан период турског надирања у Средњу Европу који је отпочео још током владавине Сулејмана када Турци први пут допиру до Беча. Поједини историчари сматрају да потписивањем Карловачког мира почиње тзв. Источно питање, питање опстанка Османског царства у Европи. Мир је и коначан доказ опадања Османског царства које је отпочело још током владавине Мурата IV.

## Београдски пашалук до 1717. године
Мировним уговором у Карловцима 26. јануара 1699. одређено је да северна граница између Аустрије и Турске иде Тисом, затим правом линијом од ушћа Тисе у Дунав до ушћа Босута у Саву, па даље на запад Савом до ушћа Уне. Тако је Београдски пашалук, успостављен 1687. године постао погранична покрајина предодређена да временом добија све већи значај за Турско царство и да постаје поприште судбоносних догађаја за српски народ. Пашалук је био у надлежности мухафиза Београда, као изузетно важне тврђаве за одбрану царства. Средишња област пашалука био је смедеревски санџак, који је захватао чак и нишку нахију. У оквиру пашалука био је и турски део Срема, који је организован као санџак негде у периоду до 1710. године. Поред војних посада јерлија, које су чувале сва важна утврђена места, у пашалуку је постојала и установа пандура. Она је 1701. године обновљена зато што јерлије нису биле у стању да отклоне опасност која је претила од хајдука. Пандуре је била дужна да даје раја и они су деловали у складу са јерлијским посадама у утврђењима. Ради боље одбране, на граничним рекама су успостављене капетаније шајки. На Сави су капетаније образоване у Шапцу и Београду, а на Дунаву их је било 6 и све оне су биле под врховном командом београдског капетана. Систем одбране београдског пашалука простирао се и на нека места која према административној подели нису улазила у његов састав, нпр. Шабац (Зворнички санџак), Параћин, Алексинац, Крушевац (Крушевачки санџак). Упркос томе што се Порта трудила да у београдском пашалуку, као изузетно важној пограничној територији, уведе ред, корупција и злоупотреба је било на све стране. У томе су предњачили јањичари, који су занемарили своје војне обавезе и почели да се баве разним другим делатностима које немају везе са војском. Највеће новчане приходе  у пашалуку доносио је ђумрук (царина) и они су се кретали од 20000 до 30000 гроша. Према одредбама Карловачког мира, аустријски трговци су плаћали 3% царине, док су Дубровчани плаћали 2% у Цариграду, Бруси и Једрену, а у румелијском ејалету су право на трговину плаћали 100 хиљада акчи годишње. Везу између српске раје и турских власти чинили су нахијски и сеоски кнезови. Они су учествовали у разрезивању и наплати разних дажбина и водили су одреде пандура који су гонили разбојнике, а у ратно време су чак извођени на бојиште.
Босански пашалук је након Карловачког мира сведен на 5 санџака (босански, херцеговачки, бихаћки, клишки и зворнички) и седиште му је око 1700. премештено у Травник. То је била последица спаљивања Сарајева 1697. од стране Еугена Савојског. Велики број хришћанског становништва је након склапања мира пребегао на територије које су припале Млетачкој републици и тако допринео да поједини крајеви Босне остану потпуно пусти. Као и у београдском пашалуку, тако је у босанском, па чак и више, била присутна стална злоупотреба власти локалних намесника који су стално тражили нове начине за повећање сопствених прихода. Стално су увођене нове и нове дажбине и намети, како у новцу тако и у натури. То је доводило до честих буна раје, али су све оне сламане са великом одлучношћу и након њих би се поново наставило по старом. Немире на подручју босанског пашалука изазивали су и стални упади ускока са територија Млетачке републике, хајдука из Црне Горе, граничара из Хрватске и пљачкашких дружина из славонских шума. Установа капетанија је на подручју Босне била од изузетног значаја и за разлику од Београдског пашалука, она се од 18. века овде простирала и у унутрашњости, на правцима који су водили од границе ка средњој Босни. Организација капетанија је била независна од административне поделе, а капетанско звање је било наследно. Капетани су добијали плате у новцу и били су под врховним заповедништвом валије у Травнику. Највећа буна у овом периоду је почела 1710. године у Мостару, након неколико година свеопште корупције, пљачке и насиља сваке врсте. У њој су учествовале чак и кадије, као главни заступници правде и закона. Буна је узела маха следеће године када је босанска војска послата у рат с Русијом. Међутим, већ након првих сукоба са турским градским посадама, рају је почела да захвата малодушност и борба се сводила на мање крваве обрачуне између православних и муслимана. Устанички покрет се сасвим спласнуо када се у околним санџацима почела прикупљати турска војска и када се сазнало за пораз Русије на реци Пруту. Године 1712. су Турци на Цетињу примили покорност народних главара. Ови догађаји су представљали увод у млетачко-турски рат 1714. године и нове покрете и страдања раје на овим просторима.

## Рат 1716-1718. године
Аустријско-турски рат од 1716. до 1718. године вођен је упоредо са Млетачко-турским ратом (1714-1718). Карловачким миром Млетачкој је припала Мореја (Пелопонез) коју Турци држе још од средине 15. века. Период мира Турска је искористила да обнови своју флоту. У Европи бесни Рат за шпанско наслеђе који је заокупирао велике силе. Користећи се тиме, Турска је 1714. године напала Венецију и следеће године заузела Пелопонез. Кршење Карловачког мира изазвало је Аустрију да 1716. године уђе у рат на страни Млетачке. Аустријски цар понудио је султану да надокнади штету и врати отете територије, на шта овај није пристао. Стога је сматрао да је његова обавеза да помогне Венецији.
Турска војска окупљала се у Нишу. Чинили су је беглербег Румелије, Сари Ахмед, Ахмед, беглербег Ерзурума и око 10.000 Татара. Војску је предводио велики везир Дамат паша. Из Београда, војска је кренула ка Петроварадину кога је намеравала да опседне. Супротставио им се војвода Еуген Савојски. Августа 1716. године вођена је битка код Петроварадина у којој Аустрија односи велику победу. Велики везир је погинуо у бици. Турски губици били су двоструко већи од хришћанских. Две недеље након битке код Петроварадина пало је и последње упориште Турака у Угарској – Темишвар, чиме је ослобођен читав Банат. То је отворило пут за Влашку коју је напало 1200 Срба.  Напад на Јаши завршен је неуспешно јер су Турцима у помоћ пристигли Татари. Јуна следеће године Аустријанци су предузели опсаду Београда. Град је заузет после месец дана. Султан је сменио великог везира. Турци су након освајања Београда тражили мир. Одржано је дванаест мировних конференција јула 1718. године након којих је 21. јула 1718. године закључен мир у Пожаревцу. Мир је потписан уз посредовање европских сила, пре свега Енглеске и Холандије. Пожаревачким миром окончана су оба рата и уређене границе Аустрије и Млетачке према Османском царству. Млетачка република није успела повратити Крит ни Пелопонез, али је задржала Јонска острва.
Мировним уговор у Пожаревцу Турска је изгубила територије у Подунављу: Темишвар, Смедерево и Београд. Аустрија се проширила до Дрине и Тимока. Пожаревачки мир показао је сву слабост Турске у 18. веку. Њена застарела армија не може да се мери са модерним европским армијама и новим ратним техникама. Турци се мире са губитком Угарске. У држави је преовладала мировна струја, мада се Турци нису помирили са губитком Београда. Између 1718. и 1739. године на новоосвојеним хабзбуршким територијама постојала је краљевина Србија са престоницом у Београду. Пожаревачки мир најповољнији је мир кога је Аустрија икада потписала са Турском.

## Срби у Турској између 1718. и 1737. године
Након губитка Будима 1686. године Турци су одмах приступили организовању војног крајишта (серхата) у Београду, које је имало за циљ да заустави даљи продор Аустријанаца. У следећем рату, 1717. године, након губитка Београда, били су принуђени да организују ново крајиште, овог пута са центрима у Нишу и Видину. Ипак, војно уређење нишког крајишта се разликовало од београдског. Нишки мухафиз је био само командант града, а не широког простора са читавим системом градова и утврђења. Власт над територијом изван града и даље је припадала румелијском беглербегу, а Ниш је почетком 1719. године постао, поред Софије, Једрена и Битоља, једно од седишта Румелијског ејалета. Већ крајем 1717. године Порта је наредила обнављање и утврђивање Ниша и на том послу је ангажован велики број војника и радника. Предвиђени рок за завршетак радова био је 3 године; до тог периода је већи део радова истина био завршен, али су се поједини радови отегли све до почетка новог рата са Аустријом 1737. године. Корупција и злоупотребе положаја су биле широко распрострањене појаве, као уосталом и у целом Турском царству, и то је био један од разлога због којих су радови каснили.
Положај српске раје у овом периоду био је веома тежак; поред уобичајеног насиља од стране турских власти, уведени су и нови намети, названи или ратна или мирнодопска помоћ. Међутим, они нису свуд били једнако спроведени. У нишком и видинском крајишту је раја била ослобођена превеликих давања, зато што су турске власти настојале да привуку народ из оних области које су 1718. морале да препусте Аустрији. Та њихова настојања су уродила плодом и већ после неколико година постаје приметан раст броја хришћанских поданика на овим територијама, а самим тим и пораст прихода. За разлику од ових крајева, положај српског народа на Косову и Метохији постаје изузетно угрожен због притиска Арбанаса који почињу да се масовно досељавају у српска насеља и крајеве. Изложени насиљу сваке врсте, суочени са претњом по живот, Срби се исељавају у северније крајеве и крајеве око Ниша и Топлице. Некада чисто српске области, области на којима је формирана српска средњовековна држава, бивају окупиране од стране Арбанаса, који су уживали потпуну подршку турских власти. Након устанка српске раје (надала се да отвори пут аустријској војсци) у Вучитрнском санџаку 1717. године арбанашки притисак је постао још тежи и несноснији. Упркос свему овоме, број избеглица у део Србије који се тада налазио под аустријском влашћу био је миноран. Чини се, чак, да је пребегавање у Турску из Србије било израженије, највише због пореских оптерећења, али и мржње према Немцима. Наводи се да су понекад читава села напуштала кнежине и склањала се на турску територију.

## Рат 1737-1739. године
Аустрија је у пролеће 1737. године, пре објаве рата, отпочела са преговорима са пећким патријархом Арсенијем IV Јовановићем Шакабентом. Са одлуком о устанку упознат је аустријски командант Београда, генерал Марули. Марули је известио Дворски ратни савет у Бечу да је српски народ спреман да се дигне против Турака.
Други рат против Турске у 18. веку Аустрија води у савезу са Руским царством. Рат је избио 1737. године, када је Руско-турски рат већ трајао две године. На стање је утицала непријатељска политика Француске према Аустрији. На Порти се водило рачуна о ставу Француске. Шведски изасланици такође су потпиривали рат. Аустрија је започела рат освајањем Ниша. Борбе се воде у Србији, Ердељу, Молдавији и Влашкој. Турци напуштају Крагујевац, Сврљиг, Алексинац и друге градове. Турци се повлаче, али је и аустријска војска ослабљена због несташице хлеба и сточне хране. Напад на Видин није успео, али хришћани заузимају Пирот и Цариброд (Димитровград). На босанској граници, Аустријанци запоседају Нови Пазар и опседају Ужице које се убрзо предало.  Ужице је за Турке било веома значајно јер је подсећало на положај Меке. Августа 1737. године Аустријанци су тешко поражени код Бања Луке. Турци потом враћају градове на босанској граници. Аустријанци јула следеће године односе победу у бици код Мехадије у Румунији. Турци су претходно опсели град, али га је успешно одбранио пуковник Пиколомини.  Турци прекидају опсаду Оршаве. У Банату, Турци продиру до Панчева кога опседају. До одлучујуће битке у рату дошло је крајем јула 1739. године код места код Гроцке. Турска војска од преко 100.000 људи под командом великог везира тешко је поразила хришћане на челу са аустријским маршалом Валисом. Турци након ове победе освајају Београд (септембра 1739), престоницу Српске краљевине. То изазива једну од великих сеоба Срба под патријархом Арсенијем IV. Аустријанци су повели преговоре са Турском који су резултирали склапањем Београдског мира. Значајну улогу у потписивању мира имао је француски посланик Виленев, као и шведски министри. Граница између две државе утврђена је на Сави и Дунаву. Турци су вратили Београд, делове Босне изгубљене у претходном рату, Оршаву и Шабац, док су Аустријанци задржали Банат у коме су морали порушити све тврђаве. Две недеље касније Турци са Русијом склапају мир у Нишу којим је окончан Руско-турски рат. Београдски мир један је од најславнијих за Порту. Њиме су заустављени успешни походи Аустрије који трају од почетка века.

## Срби у Турској од 1739. до 1768. године
Београдским миром 1739. године Турска је повратила северну Србију и Босну и поново избила на границу на Сави и Дунаву. Одмах је приступила обнављању Београдског пашалука као војне крајине од изузетног значаја. Он се према Аустрији простирао на подручју од ушћа Дрине у Саву до ушћа Поречке реке у Дунав и његов мухафиз је имао неограничену власт у њему. Био је заповедник свих војних формација, имао је засебне финансије и био је задужен за односе са Аустријом и решавање свих међусобних проблема. Оволика власт је природно доносила и велико самопоуздање турским заповедницима који су упућивани у Београд, па су се они понашали малтене као независни господари. То се највише огледало у бројним порезима које су разрезивали раји, све у циљу стицања што већег богатства. Природно, раја је морала кад-тад да попусти под притиском и крене у побуну, боље речено у борбу за голи живот. Неретко су побуне подизали и муслимански заповедници и функционери, пошто би осетили да снажне централне власти више нема. Уз то, процес стварања оџаклук-тимара је све више узимао маха и тако је тимарски систем, на коме је почивала ефикасна турска управа био постепено разаран. Јаничари, који су одавно занемарили своје војне обавезе и почели да се мешају у свакодневни живот, након повратка Турака 1739. године почели да силом стварају читлуке и заузимају посредничку улогу између раје и законите власти. Тиме је раја била двоструко оптерећена и добар њен део је почео да тражи спас у бекству у Аустрију. Порти није одговарало да земља опусти и трудила се да сузбије хаос који је владао у Београдском пашалуку, али безуспешно. Пашалук је временом све више падао под власт јаничарске војске и све до краја рата са Аустријом 1791. године. Порта није имала никакав надзор над дешавањима у њему. Када је султан Селим III донео 1792. донео ферман о протеривању јаничара, изгледало је да се стање полако сређује. Међутим, они су се вратили у пашалук већ 1801. године и завели такав терор који је означио почетак припрема за Српску револуцију 1804. године.
Основни облик друштвеног живота у Србији 18. века била је породица, у виду кућне задруге и инокосне породице. То су биле затворене друштвене формације које нису допуштале ширење утицаја са стране и које су чувале православље и немањићке традиције наслеђене још из средњег века. Оне су одвајале српски народ од Турака и других уљеза, спречавале продор ислама и на тај начин допринеле очувању српског националног бића у периоду стране власти. Српско село било је чврсто повезана целина, уређено на самоуправним основама, на челу са својим кнезом са којим је иступало према Турцима. Он се ни по чему није разликовао од осталих сељака, осим по поверењу које је уживао у народу. На широј основи, народ је био повезан у кнежине. Континуитет ове установе са кнежинама из периода аустријске управе или чак са кнежинама из 15. и 16. века је врло неизвестан. Установа несумњиво потиче из појаве колективне одговорности појединих места и области према Турцима у време њиховог продора на Балкан, а вероватно и пре тога. Угледнији кнезови могли су бити уживаоци тимара, а њихове баштине ослобођене намета. Установа кнезова је, још за време трајања рата 1737-1739. године изгледа призната од стране Турака као легитимна установа раје. Наиме, 1738. године док Турци још нису потпуно били освојили Србију, два кнеза из београдског краја су приступила великом везиру Јеген Мехмед-паши и склопила са њим споразум о мирном враћању под окриље турске власти. У том документу стоји да је српски народ много пропатио под управом Немаца и да жели да поново буде поданик турским властима, које га заузврат узимају под заштиту и обећавају му да се неће дирати у њихове животе, имања и образ. Убрзо након њих, Турцима су пришли још неки кнезови који су се укључили у операције турске војске и служили у позадини, на тај начин потврђујући своју лојалност. Излазак српских кнезова на позорницу збивања у овом рату дао је основ за формирање будуће кнежинске самоуправе у Београдском пашалуку, а након тога и будуће борбе Срба за национално ослобођење. На овај начин је даље пропадање српског народа заустављено и његов опстанак под турском влашћу осигуран.
Ни кнезови по селима, ни обор-кнезови у кнежинама, нису имали тимаре којима би се издржавали, нити су били ослобођени од пореза. Они су једноставно били предводници раје од које се нису много разликовали. Положај обор-кнеза био је наследан и он је заступао свој народ пред Турцима и први одговарао за све што би се догодило у кнежини. Обор-кнезови и кнезови су били на неки начин посредници између власти и раје, што се пре свега односило на плаћање пореза. Врховни самоуправни орган у једној кнежини била је скупштина састављена од кметова и виђенијих људи. Она је бирала кнеза, разрезивала порезе и решавала веће спорове. Њен карактер је био демократски, а основа њеног реда је била у обичајном праву и одломцима средњевековних закона. Временом су кнезови овладали знатним политичким умећем и знањима, па је тако познат случај кнезова Карапанџића у Неготинској крајини који су 1784. године имали власт над 47 села, у чије послове се Турци нису мешали, осим у случајевима тежих злочина. Они су располагали својим пандурским одредима, добијали део од прикупљеног данка и пресуђивали хришћанима заједно са кадијом. При крају 18. века, кнезови у Србији су политички и војнички били стасали да припреме, а 1804. и поведу борбу за ослобођење српског народа.

## Срби у Руско-турском рату 1768-1774. године
Сваки рат који су Аустрија или Русија водиле против Турске будио је наду код Срба за ослобођењем, те су стога они редовно стајали на страну тих држава. Тако је било и пред руско-турско рат 1768-1774. године, премда се Срби тада нису толико јавно декларисали као савезници Руса. Ипак, турске власти су биле доста сумњичаве према српским поданицима и често су вршиле истраге против оних на које би сумња пала, што је увек доводило до метежа и насиља. Руска царица Катарина II је, спремајући се за рат, рачунала на активно учешће балканских народа и наредила да се успоставе контакти са предводницима народа. Она је 1769. године упутила проглас свим православним народима у Турској да се дигну против Турака чим руска војска започне операције. Овај проглас је београдском митрополиту требало да однесе црногорски архимандрит али су га аустријске власти задржале у Ердељу. Главнокомандујући руским снагама на Дунаву, гроф Румјанцов, је у јануару 1770. године примио писмо старовлашког кнеза Аврама Рашковића и босанског кнеза Јосифа Хаџи-Лазића у коме су се Срби нудили на заједничку борбу против Турака. Румјанцов је марта исте године одговорио на писмо и позвао српски народ на устанак. Међутим, због присуства јаке турске војске на тлу Србије, није дошло до масовног устанка, већ само до појачаног пребегавања становништва на аустријску страну границе.
Пребегавање се наставило и после завршетка рата 1774. и због тога је султан морао да посебном наредбом тражи обустављање насиља над рајом и пажљиво бира које ће људи слати на функције у Смедеревском санџаку. После мира у Кучук-кајнарџију отворено се поставило питање поделе турских европских поседа, на које је главни претендент постала Русија. Будући цар Јосиф, син Марије Терезије је сматрао да Аустрија не сме да остане по стране и да треба у сваком тренутку да буде спремна за потенцијални сукоб са Турском. Због тога је било важно да се упозна географија терена, односно оних турских области које су биле у близини Аустрије. Године 1777. извршено је прво извиђање Србије, Влашке, Бугарске и Тракије од стране двојице официра царске војске. Они су посебно описали путеве и утврђења на која су наилазили. Након склапања споразума Јосифа и Катарине 1781. године о подели интересних сфера у Турском царству, приступило се даљем извиђању. Аустријска сфера је ишла од ушћа Дрима до Београда, а одатле Дунавом до Никопоља и протезала се на западни део Влашке, Хотин и околину. Пошто су тако Србији и Босна укључене у аустријске планове, цар је наредио Ратном савету да се обави свеобухватно извиђање турског пограничног одбрамбеног система, али и дубље позадине све до Албаније. За обављање тог посла изабрана су, између осталих, и два граничарска капетана, Михаљевић и Маовац. Они су већ од раније имали везе са виђенијим Србима у Турској, који су им много помогли у раду. Од 1781. до 1787. извршен је велики број ових тајних мисија. Обавештајни подаци који су добијени слати су Ратном савету и он је подробно био обавештен о стању у Србији, Босни, Македонији и Албанији. Добио је податке о стању раје, о свим утврђеним местима, о бројности турске војске, о географији терена, о путним правцима и мостовима.
У Смедеревском санџаку и његовом седишту се анархично стање у овом периоду никако није смиривало. Највише нереда изазвано је међусобним сукобима јањичара и њихових предводника, а у њима је понајвише страдала раја. Због тога је с пролећа 1787. године учестало емигрирање у Аустрију. У то време се већ назирао рат са Турском и код цара Јосифа се јавила намера да се уз помоћ Срба у Београду град заузме на препад. Аустријанци су сматрали да је он кључ Турског царства и његовим освајањем би лакше изводили операције у Србији и дуж Дунава. Извођење операције заузимања града цар је поверио генерал-мајору Јосифу Алвинцију, док су од Срба ангажовани поп Никола Радомировић, Јован Новаковић, Радич Петровић и Живко Миленковић са својим људима. План је био да они отворе капије града и задрже Турке док се аустријска војска не искрца на ушћу Саве у Дунав. После тога би релативно лако савладали турску посаду и заузели град. Вође Срба су склопиле и писмени договор с Аустријанцима о награди за учешће у операцији, али и слободи вероисповести српског народа и ослобађању од пореза на 7 година, наравно након аустријског заузимања Србије. То показује да су они сматрали ослобођење Београда за почетак ослобођења целог српског народа у Турској. У ноћи између 2-3. децембра 1787. године кренула је акција и Срби су успешно извршили свој део посла. Међутим, аустријска страна је заказала. Њу је захватила изненадна кошава која је отежала укрцавање и пловидбу лађа с војском и топовима, а магла и снежна мећава су онемогућиле искрцавање у одређено време и место. Лађе су растурене, искрцавале су се на погрешним местима и завладала је општа конфузија и хаос. Генерала Алвинци је схватио да је операција пропала и наредио је повлачење. Срећна околност била је та што су вође Срба успеле да побегну из града и докопају се Сремске стране. Цар им је одао највеће признање и решио да их задржи на окупу као посебан добровољачки одред – фрајкор, под командом мајора Михајла Михаљевића. Одред је био састављен од 4 чете и послат је на двомесечну обуку у Каменицу, затим на ратну службу у Фенек, и на крају на ратиште у Србији. Цар није одустајао од идеје о препаду, па су Аустријанци са фрајкорима 17. јануара 1788. године опет покушали акцију. И овог пута им је кошава помрсила рачуне и морали су да одустану.

## Кочина крајина
Операције аустријске војске у Србији започеле су на дан објаве рата, 9. фебруара 1788. године и састојале су се од уништавања турске речне флотиле. Потпоручник Јован Брановачки је из Ковина напао турске лађе код Смедерева и неке уништио, а неке оштетио пре него што се вратио на банатску страну. Од његовог одреда се одвојио Коча Анђелковић, који је претходно служио и Михаљевићевом фрајкору, и задржао се у Србији да растура царски проглас народу и скупља добровољце. Тако је почело његово четовање, у народу названо Кочина Крајина. Чим је скупио 40-ак људи напао је Пожаревац, из ког су уплашени Турци побегли чак у Ниш, а након тога их је протерао и из Паланке. Ускоро се удружио с јагодинским протом па је заједно с њим прокрстарио јагодинском, крагујевачком и смедеревском нахијом, позивајући народ на устанак. С одредом од 500 људи напао је Крагујевац, попалио турске куће и побио доста Турака, док су се остали разбежали. Даље није могао да продире због недостатка муниције, а и морао је да надзире пут од Ниша ка Београду. Народ се на више места у северној Србији дигао на устанак, протерујући Турке и заплењујући њихову имовину. Групе устаника су крстариле земљом а Турци су се склањали у утврђена места. Они су узбуђено чекали долазак аустријске војске, али је цар оклевао због изостанка руске офанзиве. Главни циљ је био освајање Београда и стога је Кочи Анђелковићу наређено да пресече снабдевање града главним друмом од Ниша. Средином марта он је са својих 1500 људи поразио јак одред Турака који је возио брашно за Београд и запленио коње, брашно и пртљаг и преписку новог београдског дефтердара. Био је то највећи Кочин успех и врхунац његовог четовања као самосталног команданта.
Ускоро је унапређен у чин капетана, а Турци су му, схвативши колику препреку он представља, уценили главу на 500 дуката. Чак су и покушали да га поткупе са 40000 пјастера, само да напусти Аустријанце. Крајем марта је поразио нови турски одред послат да деблокира пут за Београд, али је априла био поражен од стране новог турског одреда од 3500 војника. Заједно са братом Петром је потиснут са положаја, али се брзо прибрао и поново блокирао пут ка Београду. Аустријска команда му је послала у помоћ банатску фрајкорску чету, заједно са одредом Јована Брановачког и преузела његов одред на редовно снабдевање хлебом. Из Јагодине је 17. априла за Београд послат конвој са храном и оружјем, праћен јаким турским снагама, који Коча није смео да нападне, те је тако главни друм деблокиран. Убрзо је један турски одред из Београда напао његову чету и, наневши јој приличне губитке, натерао је на повлачење. Кочина чета се брзо распала и он је са свега десетак људи маја месеца стигао у Ковин. Ту је некако обновио своју чету и поново се вратио у област око Јагодине, али ту није могао ништа да учини против надмоћнијих турских снага и средином јуна је самоиницијативно напустио положаје и дошао назад у Ковин. Генерал Вартенслебен га је наговарао да се врати, али није успео. Онда је известио цара да би било најбоље да Коча са својим људима буде укључен у Српско-банатски фрајкор капетана Брановачког. После сусрета с Кочом у Земуну, 23-24. јуна, цар је озваничио ту одлуку и њом је престало Кочино ратовање као самосталног вође фрајкораца у Србији. Његови људи су добили униформе, плате и снабдевање и третирани су као војници осталих јединица. Да би га одобровољио, цар је наредио да му се додели раније обећано одликовање, златна медаља.
Турци су у међувремену покренули јаку офанзиву и Коча је био упућен да са својим одредом прати њихово кретање и прикупи информације о њиховој снази. Четовање није било успешно и команда фрајкора је изгубила везу с Кочом, који је пошао за неким својим циљем. У то време су Турци јако нападали Кулич код Пожаревца, који је био аустријско упориште на десној обали Дунава. Утврђење је бранио Сава Демелић са фрајкорима и тек када је постало јасно да се не може одржати, евакуисао се преко реке. Коча је тако био одсечен, па се августа и он повукао у Банат, где је требало да буде стављен под надзор аустријских официра. Упад Турака у Банат 7. августа је то одложио и Коча је у саставу фрајкора Брановачког упућен да брани место Брзаску на Дунаву, где су неки влашки граничари шуровали с Турцима. Турци су 7. септембра напали Брзаску и разбили фрајкорске одреде. Брановачки и Демелић су успели да се спасу, а за Кочу се није сигурно знало да ли је погинуо или је заробљен. По свему судећи, заробљен је и код Текије набијен на колац. У наставку рата, Срби делују у склопу борби аустријских фрајкора.

## Срби уочи Првог српског устанка
Обнављање турске власти у Београдском пашалуку вршено је полако и пажљиво, у складу са реформном политиком султана Селима III. Он је настојао да изврши модернизацију управе, финансија и војске, како би Царство извукао из анархије и све виднијег заостајања за европским државама. У склопу тих реформи, требало је побољшати и положај раје, нарочито у пограничним областима каква је била Београдски пашалук. Први корак ка сређивању прилика била забрана јаничарима да се врате у њега, јер су они били главни узрок свих нереда и проблема. Управу над пашалуком је поверила Абу Бећир-паши, који је већ при састанку са српским кнезовима у Нишу показао у ком правцу ће се вршити промене. Донео је одлуку да се смакне озлоглашени јањичарски вођа Дели-Ахмед, а када је стигао у Београд, паша је објавио султанов ферман о забрани повратка јаничарима. То је изазвало буну јањичара, која је одмах и крваво угушена, али су њене вође успеле да побегну. Порта је отишла и даље, па је прогласила трогодишње ослобађање раје од дажбина, што је утицало на многе избеглице у Аустрији да се врате на своја огњишта. У пролеће 1792. године јаничари су се окупљали око Ниша и Ваљева и тражили од Бећир-паше да им допусти да се врате у пашалук. Претили су да ће у супротном, напасти Београд. Паша је то одбио и поручио им да ће Порти изложити њихово јадно стање и молити да им се додели земља за насељавање. Јула исте године га је на положају заменио Мехмед Пекмеџи-паша, који је јањичарима чак забранио да се крећу друмом Ниш-Београд. Пошто им је пропао покушај побуне у Нишу, јањичари су се повезали са видинским одметником Османом Пазван-Оглуом. Заједно са њим, продрли су до Пожаревца и претили да ће спалити Београд. Паша је тражио од српских кнезова помоћ, али су они одговорили да се не смеју мешати у турске расправе. Јањичари су освојили Смедерево и Пожаревац, а 23. октобра и Београд. Господари су постали јањичарске вође Хаџи-Бишћо и Кара-Хасан. Међутим, већ крајем новембра је царска војска под Топал Ахмед-пашом истерала јањичаре из града и они су побегли ка Видину. Ахмед паша је постао нови београдски паша, али није оставио добар утисак ни на Србе ни Турке. На положају је остао само до јула 1793. године, када га је заменио Хаџи Мустафа-паша.
Срби су у њему добили искреног присталицу султанове политике реформи и он је у поступању с њима имао много обзира и поверења. Штитио их је од турског зулума и самовоље. Међутим, проблеме су опет почели да праве јањичари, и то на самом почетку његовог везировања. Још јула 1793. године су њихове скупине кренуле из Видина и Ниша и поткрај месеца заузеле Пожаревац. Мустафа-паша је приступио организовању одбране Београда и затражио је 1500 људи од српских кнезова, обећавајући ослобађање од свих дажбина на годину дана. Иако не у том броју, Срби су се одазвали и 1-2 августа код Колара јањичари су разбијени. Паша је задржао око 600 наоружаних Срба као посаду у Београду, а неки су му служили као лична пратња. На великом народном сабору 26. августа, коме су присуствовали бројни кметови, кнезови, оборкнезови и други виђенији Срби, Мустафа-паша и султанов изасланик Азис-ефендија су објавили нове уредбе намењене побољшању стања у пашалуку. Српски народни прваци су их са одушевљењем прихватили и Азис-ефендија их је однео султану на потврду. Ферманима са почетка 1794. године одлучено је: спахије могу да бораве само у Београду, јер ће иначе изгубити поседе; порез је утврђен на 15 гроша по глави; паши је одобрено да држи највише 600 наоружаних војника; Турцима је забрањено да пљачкају и врше насиља над сељацима; Србима се дозвољава слободно зидање цркава; Срби нису дужни да дају било шта Турцима који пролазе кроз пашалук.
Ново уређење је означило стварање самоуправне кнежинске власти која је представљала посредника између Турака и народа. Порезе су убирали кнезови и оборкнезови и предавали их Турцима, који су такође потврђивали њихов избор од стране народа. Турцима је било забрањено да се насељавају по српским местима и узимају незаконите порезе од раје. На овај начин је, поред јачања народне самоуправе, ограничено присуство Турака и њихова самовоља, чиме су се губили мотиви за сеобе у Аустрију.
Јањичари, који се ни после трогодишње борбе, нису предавали, поново су се приближили Пазван-Оглуу и 1795. године напали Београдски пашалук, али су опет били одбијени. Тада је Порта донела одлуку да се удари на сам центар побуњеничких снага, Видин. Важну улогу у планираном походу имао је Мустафа-паша и он је у току лета и јесени 1795. године окупљао војску, у којој се нашло и доста Срба. Међутим, султанове армије послате да униште Пазван-Оглуа су у октобру исте године претрпеле велики пораз под Видином, након чега је дошло до привременог измирења. Као награду за верност, Срби су априла 1796. године добили проширење својих повластица које се састојало у потврђивању оборкнезова 12 нахија и преношењу на њих права и обавезе прикупљања пореза, како се у тај посао Турци не би нимало мешали. На састанку Мустафа-паше са оборкнезовима донета је одлука о именовању једног врховног кнеза који би водио надзор над осталима и предавао порез паши. То је био ћупријски оборкнез Петар, али њега Порта није пристала да потврди, па се од тад он не помиње. Исте године се сазнало да Пазван-Оглу планира да нападне Београдски пашалук и Мустафа-паша је поново затражио помоћ од Срба. Тако је на пролеће 1797. године дошло до стварања српске народне војске од 15-16 хиљада људи. На сваких 50 људи долазио је по један буљубаша, на 100 људи харамбаша, а на 1000 бимбаша; за врховног заповедника одређен је београдски буљубаша Станко Арамбашић. Стварање народне војске под својим заповедницима, био је крупан корак у проширењу кнежинске аутономије.
Након одбијања напада, Мустафа-паша је премештен и на његово место је дошао Осман-ага, дотадашњи београдски кајмакам. Већ почетком септембра пашалуку је опет запретила опасност и он је затражио формирање нове српске војске. Средином децембра су се Пазван-Оглуове трупе пробиле до Београда и у задњем часу је стигла српска војска на челу са Алексом Ненадовићем,  Илијом Бирчанином и Николом Грбићем да спречи пад града. Непријатељ је убрзо протеран из пашалука и 5000 Срба је упућено да чува источну границу. Од априла до октобра следеће 1798. године је султанова војска од 80 хиљада људи опседала Видин, али није успела да га заузме, већ је разбијена и натерана у бекство. Пошто се Пазван Оглу плашио ангажовања Русије на страни Порте, а Порта била принуђена да брани Египат од Наполеона, договорено је измирење. Султановим хатишерифом из јануара 1799. године Пазван Оглу је признат за видинског пашу и јањичарима је дозвољено да се врате у Београдски пашалук.
Хаџи Мустафа-паша је октобра 1798. године враћен на положај београдског паше, али се у народу јавило нерасположење према њему. Због великих дугова морао је да распише посебне намете, а такође је морао да прими јањичаре којима је 1799. одобрен повратак. Иако су они овог пута мирно дошли и населили се, у српском народу је њихов повратак изазвао нелагодност и страх. Несигурно примирје између Мустафа-паше и Пазван-Оглуа је прекинуто августа 1800. када је Порта поново прогласила овог другог за бунтовника и решила да га протера из Видина. Срби су поново учествовали у пашиној војсци која је ратовала у Крајини. Исте године је београдски митрополит ухапшен, а следеће је погубљен. Тачан разлог се не зна, постоје претпоставке да је одржавао везе са Пазван-Оглуом или Ригом од Фере, или да су га лажно потказали неки свештеници. У сваком случају, ни ово није пореметило односе паше и Срба, тако да су и следеће, 1801. године они ратовали са њим. Они су били и у војсци коју је паша под командом свог сина Дервиш-бега упутио у Крајину заједно са београдским јањичарима. Међутим, јањичари су се понашали врло сумњиво и чим су чули за мањи пораз царског одреда у Бугарској, разбежали су се. Срби су се жалили на њих и паша је упутио писмо свом сину с наредбом да погуби осморицу јањичарских вођа. Те вође су се докопале писма и подигле су буну у београдској вароши, а паша се затворио у тврђаву. На крају је морао да прихвати њихове захтеве и повери чување Београда њима. Ипак је некако успео да извести Порту о свему и покушао је да поткупи једну групу јањичара и још неке угледне Турке и Србе, па да их окрене против узурпатора, али му то није пошло за руком. Јањичарске вође (дахије) су то сазнале и убиле су га 21. децембра 1801. Након тога, у Београдском пашалуку је успостављена таква страховлада, тако окрутни и злочиначки однос према српском народу, да је он убрзо једини спас нашао у подизању свеопштег народног устанка против власти.

### Дахије
На српску револуцију утицале су идеје Француске револуције које се на Балкан шире из два правца: преко мора и Угарске. Код Срба стижу углавном преко Угарске. Сава Текелија, образовани и богати патриота, писао је Наполеону писмо у коме му тражи да помогне ослобађање „Југословена“ и укључи их у Илирске провинције . Пошто од француског конзула није добио одговор, Текелија је писао и аустријском цару Фрањи објавивши и карту ослобођене Србије. Архимандрит Арсеније Гавровић предлагао је Русима оснивање „Славеносрског царства“, а исто им предлаже и митрополит Стеван Стратимировић 1804. године у Петрограду. Од Руса Срби нису добили никакав одговор. Година 1803. је година највећих припрема за устанак. Прота Матеја Ненадовић путује у Сарајево да покуша и тамо да уговори устанак. У Црној Гори, Његош је присталица устанка. Положај Црне Горе за евентуалне борбе много је повољнији од положаја Србије; она има ратничка племена, нема много Турака на својој територији, а и познавање терена је на њеној страни. Црну Гору спречавало је то што је Русија у то време била у добрим односима са Турском. Устаницима је требало оружје, а за његову набавку најпогоднији је Петар Ичко, богати трговац, који је куповао оружје за устанак у Аустрији. Почетком 1803. године 12 кнезова Ваљевске нахије (Алекса Ненадовић, Илија Бирчанин и др.) састали су се и одлучили да се за 8 месеци подигне устанак. Сличну одлуку донеле су старешине Шумадије. Крајем исте године Ненадовић је упутио једно писмо аустријском команданту у Земуну у коме га је известио да су Срби спремни на устанак и да су успели да посвађају дахије. Писмо је сасвим случајно пало у руке дахија и показало им право стање у Србији и намере устаника.
Турци су највише страховали од става Аустрије у евентуалном устанку. Због тога су организовали сечу кнезова 4. фебруара 1804. године. Тог дана побијена је већина истакнутих Срба трговаца, кнезова, свештеника, бораца Коче Анђелковића и др. Страдали су Алекса Ненадовић, Илија Бирчанин, Хаџи Рувим и многи други. У писму кога су Срби послали Италинском, руском посланику у Цариград, наводи се бројка од око 150 људи. Дахије су приморавале становништво Србије да преда оружје, због чега многи беже у шуме. Од српских поглавара који су избегли сечу најпознатији су: Јаков Ненадовић (источна Србија), прота Матија Ненадовић (његов синовац), Милан Обреновић и Карађорђе у Шумадији, Станоје Главаш (харамбаша), Петар Добрњац, Миленко Стојковић и др. Сеча кнезова био је непосредан повод за избијање устанка.
За објаву и почетак устанка сматра се збор у Орашцу који је одржан у уторак 14. фебруара 1804. године. Он је имао облик договора представника из централног дела Шумадије: крагујевачке, рудничке и београдске нахије, као и појединаца из смедеревске и јагодинске нахије. Због је одржан на месту званом Марићевића јаруга, код два велика бреста. За вођу устанка најпре је предложен Станоје Главаш. Он је то одбио, те је предложен кнез Теодосије Марићевић из Орашја у крагујевачком округу. И он је одбио. Тек тада предложен је Карађорђе Петровић који је и изабран за вођу уз општу сагласност.

## Први српски устанак

### Почетак устанка
Истог дана када је одржан збор у Орашцу кренуло се у акцију. Преподнева је запаљен хан у Орашцу, а ханџије и сејмени су побијени или растерани, чиме је и званично отпочела буна. Истога дана и сутрадан спаљени су ханови у још четири села. Овећа група Турака разбијена је код села Сибнице дан после збора. Дахије су одговориле слањем Аганлије (сматрало се да је благ у односима са рајом) како би наговорио Србе на помирење. До сусрета Аганлије (са око 400 јаничара) и Карађорђа дошло је у селу Дрлупи 24. фебруара 1804. године. Разговор је вођен на већем растојању и није уродио плодом. Међусобно неповерење резултирало је борбом у којој су Срби ранили Аганлију у ногу и убили неке његове пратиоце. Станоје Главаш рањен је у главу. Турци су побегли, а устаници су их гонили до Београда где су пренели борбе. Од Турака се тада одметнула и грочанска нахија са Васом Чарапићем. За њом је кренула и Смедеревска нахија на челу са Ђушом Вулићевићем. Београд је одсечен од остатка Царства.
Дахије су након Дрлупе покушале са преговарањима. Послале су београдског митрополита Леонтије и 19 Турака у Паланку на разговоре са Карађорђем. Они нису уродили плодом због устаничких захтева да посредује аустријски цар. Срби су потом опсели Београд. Сеча кнезова најјаче је погодила ваљевску нахију која је изгубила тројицу најпознатијих Срба тога времена: Алексу Ненадовића, Илију Бирчанина и Хаџи Рувима (игумана манастира Боговађе). То је побудило жељу за осветом, па Турци напуштају Уб и склањају се у Соко и Ужице. Јаков Ненадовић потукао је Турке на Бељину (23. фебруар), а поп Лука Лазаревић на Свилеуви (28. фебруар). Ове две победе омогућиле су ослобађање Ваљева 18. марта, а истог дана шумадијски устаници заузели су Рудник. Срби су напали и Шабац, али нису успели да га заузму.
У бици на Дубоком потоку код Ћуприје устаници су поразили Алију Гушанца, команданта крџалија. Након победе код Свилајнца (30. март), ослобођен је готово читав источни део Београдског пашалука. У турским рукама остали су Пожаревац, Ћуприја и Пореч. Пожаревац се предао 24. маја. Устанак се ширио ка јужном делу Пашалука. Кучук Алија успео је да се пробије и састане са Алијом Гушанцем код Ћуприје. Гонећи Кучук Алију, устаници су 4. априла заузели Крагујевац. Две велике битке вођене су у следећа три дана на Баточини. Срби су сатрли турску војску и задобили велику количину плена. Опсада Јагодине трајала је око три недеље. Срби су имали велике губитке. Гушанац Алија то користи да се пробије до Београда. Кучук Алија је потучен и приморан да бежи у Београд. Јагодина је ослобођена, а преостали Турци из Ћуприје беже у Параћин и Крушевац. Бежећи у Београд, Кучук Алија је прошао кроз Тополу и спалио Карађорђеву кућу. Потучен је још два пута, али је успео побећи. Београд је опседнут, а за два и по месеца дахијска власт у Пашалуку је укинута. Устаничке снаге тада су се процењивале на 25.000 људи.
Београдски везир убедио је команданта Славонске војне границе да посредује код Срба. Срби су пристали на састанак како би посредовањем Аустријанаца устанак добио међународну значај и како би на Порту вршила притисак једна велика сила. Пре састанка Карађорђе је сазвао Остружничку скупштину (6-15. мај). Срби су поставили неколико захтева: истеривање дахија, обнова кнежинске самоуправе, слобода трговине и вероисповести, амнестија. Турци нису прихватили. Скупштина је последњег дана заседања донела одлуку да се Београд опседне са 25.000 људи и да се обрате за помоћ Русима. Молба је послата руском посланику у Цариграду, Италинском, који је тражио инструкције од кнеза Адама Чарториског, министра спољних послова. По кнежевим инструкцијама, он је одбио да отворено помогне устанике, правдајући се удаљеношћу Петрограда и страхом од Аустрије. Устаници су се обратили и Црној Гори, али је Његош одбио да се прикључи јер је Русија била у добрим односима са Турском. На наговор аустријског капетана фрајкора, Петра Новаковића Чардаклије, устаници су послали депутацију самом руском цару. Њу су чинили прота Матеја Ненадовић, Петар Новаковић и Јован Протић из Пожаревца. Депутати су тражили од Руса новац, оружје, официре и јемца за мир. Такође, тражили су аутономију сличну оном коју су имала Јонска острва. Срби би плаћали данак и извршавали војну обавезу, али би имали широку аутономију.
Порта је јуна 1804. године наредила босанском везиру Бећир-паши да дође у Пашалук и извиди спор, уклони дахије и заведе редовну власт. Бећир-паша је разговарао са Карађорђем (јул 1804), али су дахије одбиле да напусте Београд. Крџалије су чак успеле да заробе Бећир-пашу на превару, па су Срби платили откуп како би га ослободили. Дахије су, под притиском крџалија, побегле у Адакале где их је, по пашином наређењу турском заповеднику, побио Миленко Стојковић. То је био сав успех Бећир-паше који се вратио у Босну, а Срби су наставили опсаду Београда који је сада био у рукама Алије Гушанца. Порта није знала како да се постави пред устаницима. У начелу, она није оправдавала устаничке акције, али је покушавала да се споразуме са Србима преко влашког кнеза Ипсилантија. Договор није постигнут јер су Срби тражили гаранције једног хришћанског двора. Устаници се све више одмећу од легалних турских власти. Одбили су да распусте војску, укину своје органе и исплате данак Порти. Са таквом ситуацијом ушло се у следећу годину устанка.

### Врхунац
Јануара 1805. године депутати су се вратили из Русије. У Јашију, главном граду Молдавије, остао је Чардаклија који је тамо преко својих трговачких веза стварао канал за политичке везе Срба и Руса. Депутација је добила новчану помоћ и обећање да ће руски двор интервенисати на Порти и на то наговорити и аустријски двор. Српска депутација требало је да у Цариграду написмено поднесе захтеве Порти. Априла 1805. године одржана је скупштина у Пећанима са циљем да се израде захтеви који ће се поднети Порти. Срби су тражили: да сами бирају старешине који ће уредно сакупљати данак (који може бити и повећан) и подносити га Турцима; да турски војни чиновници напусте Србију. Поред тога, постојала је још једна варијанта захтева која је предвиђала да Турци пошаљу једног мухасила (финансијског чиновника) који ће са српским врховним кнезом управљати Београдским пашалуком. Порта није озбиљно узела захтеве устаника.
Убрзо је дошло до првог већег похода султанове војске. Селим III је нишког Хафиз-пашу поставио за београдског пашу и послао га у Београд са око 6000 људи. Карађорђе је запосео прелаз на Морави. Битка је вођена на брду Иванковац, североисточно Ћуприје, 18. августа 1805. године. Најпре су Миленко Стојковић и Петар Добрњац из својих шанчева одбијали турске јурише, а потом су прешли у напад. Хафиз-паша је рањен у ногу тако што је топовско ђуле срушило његов конак.  Умро је следећег дана на путу за Ниш. Срби су славили своју прву победу, а устанак је званично прерастао у сукоб са легалним турским властима.
Спољнополитички положај крајем 1805. године изменио се након што је Аустрија Пожунским миром изгубила Далмацију у корист Француза који су постали турски суседи. Српски устанак је на прелазу из 1805. у 1806. годину постао део међународне ситуације и вековног Источног питања. Европске силе показују више интересовања за догађаје на Балкану, а српско питање престаје бити унутрашње турско и добија међународни карактер. На скупштини у Смедереву донете су одлуке о даљој борби против Турака; одлука о разрезивању пореза  и да се пошаљу дипломатски представници Русији и Аустрији. На скупштини у Остружници (24. јануар 1806) формулисан је нови захтев султану и Порти. Устаници су тражили да султан ферманом призна њихове захтеве, а у супротном ће пружити отпор до задњег човека. Дипломатска иницијатива комбинована је војним притиском. Миленко Стојковић заузео је Пореч на Дунаву, а устаници су заузели све до Крушевца и Алексинца, укључујући и Прокупље и Куршумлију. Порта је оклевала да ли да се споразумева са устаницима. На њену коначну одлуку утицао је Наполеон који је писмом убедио султана да силом уништи „српске бунтовнике“ које Русија „соколи“. Због тога је отпочела са ратним припремама.
Припреме су окончане на пролеће 1806. године. Румелијска и босанска војска била је бројна и добро наоружана. Порта је објавила џихад (свети рат). Румелијска војска окупљала се споро, лагано се крећући ка Лесковцу и Нишу, а босанска је наступала без јасног плана. Босански везир Сулејман-паша Скопљак желео је да свој поход учини што свечанијим, па је за собом водио већи број паша, многе бегове и капетане из Босанског пашалука. Срби су код Ваљева имали мало војске, јер је већина послата ка Нишу. Турци су привремено успели да заузму Мачву. Ситуација је постала критична почетком августа, када се устаници повлаче на линију Шабац-Ваљево. Карађорђев долазак са око 5000 војника улио је храброст одбрани. Он је главнину људи дао Милошу Обреновићу који је поразио Турке код Братачића. Излаз из Шапца Карађорђе је затворио на месту Мишар. Турци су најпре нападани од стране Луке Лазаревића и Јакова Ненадовића. Бројно стање српске војске на Мишару износило је око 10.000 људи (1500 коњаника). Турака је било двоструко више. У бици су учествовали Карађорђе, Лазаревић, Ненадовић, Милош и Милан Обреновић, Стојан Чупић и Петар Молер. Битка је вођена 13. августа 1806. године. Опис мишарске битке дао је немачки историчар Леополд Ранке. Карађорђе је коњанике распоредио у околне шуме. Борцима у шанцу наредио је да не пуцају док Турци не дођу на домет пушака. Ујутро је босански паша напао шанац. Први плотун унео је неред у његову војску. Уследио је напад коњице који је запечатио турски пораз. У Мишарској бици погинуо је цвет босанских ратника. Заплењен је велики број оружја и застава. Остатак Турака побегао је преко Дрине или у Шабац. Српски војници гонили су Турке и преко Дрине. Битку је опевао Филип Вишњић.
Сличне последице имала је и Делиградска битка. Турску војску предводио је Ибрахим-паша, велики везир и сераскер Румелије. Француски војни стручњаци предлагали су му напад са три правца: из Видина, Ниша и Босне. Пазван-Оглу се изговарао болешћу и није покренуо војску из Видина. Јусуф-паша је кренуо из Пожаревца, али му је Миленко Стојковић нанео пораз и присилио га на бег према Кладову. Ибрахим-паша је потом послао Шаит-пашу на Делиград, али су га Станоје Главаш и Вуле Илић одбацили. Шаит-паша се утврдио на узвишењу недалеко од Делиграда и тамо сачекао остатак војске. Младен Миловановић и Петар Добрњац успели су да га протерају са узвишења. Ибрахим је затражио помоћ из Једрена те је са великим снагама лично кренуо ка Делиграду. Рачунао је да ће Карађорђе бити заузет на Мишару. На Делиграду је потучена регуларна царска војска. Устаници су шест недеља упорно бранили утврђење. Предвођени Карађорђем, они су прешли у контраофанзиву и гонили Турке до Ниша, Прокупља, Беле Паланке и Пирота. Ибрахим-паша је приморан на примирје са Карађорђем у Ломђоју и Превели (данас у Бугарској). У бици су потучене и арбанашке паше, доминантне у санџацима Старе Србије.
Мишарска и Делиградска битка пронеле су славу устанка широм Европе. Оне су довеле и до коначног пада Београда након двоипогодишње опсаде (12. децембар 1806) након јуриша око 12.000 устаника. Устаници нису имали велике губитке јер је Узун Мирко Апостоловић са још шесторицом људи успео да савлада турску стражу и омогући пролаз српској војсци у град. У нападима на остале капије пао је Васа Чарапић, командант војске грочанске нахије. Турци су се затворили у тврђаву на Калемегдану. Сулејман-паша се није могао одупрети устаницима. Почетком јануара 1807. године заузета је београдска тврђава, што је највећи успех Првог српског устанка. Истовремено пали су Шабац и Ужице те је целокупан Београдски пашалук (сем тврђаве Соко) био у устаничким рукама. Срби су стекли велику количину плена. Граница са Аустријом постала је отворена за трговину. Русија је убрзо ушла у рат са Турском и позвала Србе да јој се придруже.

### Ичков мир
Порта је морала да тражи излаз из тешке ситуације. Резултат њених тежњи ка миру јесте мисија Петра Ичка у Цариграду. Ичко је Порти однео српске захтеве. У почетку, његова мисија није показивала резултате. Са Портом је општио преко цариградског патријарха, а одржавао је везе и са послаником Италинским ради инструкција са руске стране. На вести о поразу код Делиграда и руској опасности, Турци су решили да се мире. Порта је Ичковим миром нудила следеће: 1) султан даје амнестију устаницима; 2) крџалије (Гушанац Алија) напуштају Београд; 3) јаничари и домаћи Турци остају у Београду, али губе плату од султана; 4) Ага Хасан-паша  постављен на чело Београда; 5) сем њега, представник турске власти био је и мухасил; 6) одређен данак од 6 милиона гроша одсеком што је била једина дажбина коју би Срби плаћали (уз 2000 кола сена и дрва; 7) београдски гарнизон примиће 300 Турака из низама (Срби 1804. године пристају на 500); 8) Срби би направили гарнизон од 500 војника; 9) српски оборкнез столоваће у Београду, а 12 кнезова по нахијама; 10) приходи од царина и остале дажбине иду Србима; 11) паша и турски гарнизон издржава се од пореза; 12) Срби морају поштовати само старе дахије (до 1801) које морају становати само у Београду; 13) у варошима и паланкама Турци не смеју становати; 14) Срби добијају унутрашњу управу (законодавну и судску власт).
Ово су били велики уступци Порте Србима чији је задатак био да Русе спречи да придобију Србе. Српске старешине су их, на наговор Руса, одбиле. Сулејман-паша је убијен када је одлазио из Београда, а то се десило и депутатима који су носили султанов ферман. Устаници су тако прекинули везе са Портом.

### Српско-руска сарадња
Нови корак у руско-српским односима представља улазак Руса у Молдавију и Влашку децембра 1806. године. Руски цар обећао је Србима независност, али су они морали помоћи руске операције у Малој Влашкој са неколико хиљада људи. Карађорђе и Совјет су прихватили да пошаљу војску на Видин и Тимок, али не и у Малу Влашку. Срби прелазе Тимок и допиру до Видина. Опколили су Кладово, а ускоро је почео пристизати руски војни материјал. До преласка руске војске у Србију дошло је јуна 1807. године, у време битака на Штубику и Малајници. Битка на Малајници трајала је неколико дана. Порта је послала знатне војне снаге добровољаца и део армије из Мале Влашке. Намера им је била да Србе избаци из даљег тока рата. Против Срба је упућен Гушанац Алија (бивши командант крџалија из Београда) из Видина ка Браничеву и даље ка Београду. Срби су далеко већом војном силом потискивани уз Дунав. Миленко Стојковић опседнут је на Малајници, али се тамо добро утврдио. У критичном тренутку, након крвавих борби, дошао је у помоћ Карађорђе са око 5000 војника, али он није успео преокренути ток борбе. Ток су преокренули Руси (око 2000 из Мале Влашке) под командом генерала Исајева. Удружена руско-српска војска потукла је Турке на Штубику и Малајници и ослободила целу Крајину сем Кладова. Борбе су пренете око Видина где се истакао хајдук Вејко Петровић. На Штубику и Малајници вођене су најкрвавије борбе устанка. Тамо је сатрвена коњичка снага турске војске и остатак крџалија.
Срби развијају борбе ка југу, опседају Ниш и Лесковац и заузимају Прокупље, Куршумлију. Ослобађа се цела источна Србија. Примирје Руса и Турака у Слобозији  (август 1807) прећутно се односило и на Србију. За Србију је предвиђено примирје у сектору од Видина до Кладова; Руси се повлаче из Влашке и Молдавије. Турци су касније прихватили да сектор прошире на читаву Србију. Примирјем у Слобозији Срби су по први пут поменути у неком међународном акту. То је и први акт којим је Русија узела Србе у заштиту. У Србију је послат руски представник, нека врста конзула, Константин Константиновић Родофиникин. Примирје је трајало до 1809. године. У овом периоду Совјет и вожд баве се унутрашњим уређењем устаничке државе.
Ерфуртским споразумом Наполеон је дао Александру одрешене руке за решавање балканских питања како би имао слободу за рат на западу (Пета коалиција). Након неуспешних преговора, руско-турски рат обновљен је почетком 1809. године. Срби су одредили четири праваца продора: према Видину (Миленко Стојковић), према Нишу (Милоје Петровић), према Босни (Јаков Ненадовић) и преко Старог Влаха ка Херцеговини и Црној Гори (Карађорђе). У почетку су све армије имале успеха. Дринска војска заузима Сребреницу, Вишеград и Бијељину. Тимочка војска оперише у околини Видина. Карађорђе је постигао највеће успехе освојивши читав Стари Влах са Сјеницом и  Новим Пазарем, након што је потукао пећког Нуман-пашу на Суводолу. План је био да се састане са Црногорцима владике Петра. Међутим, српски пораз на Каменици омео је његове планове (новопазарска тврђава била је пред падом), па се он вратио у Шумадију да предузме одбрану од Турака.

### Пропаст устанка
Битка на Чегру код села Каменица, у близини Ниша одиграла се 31. маја.  Са Турцима се сукобила војска Милоја Петровића која се 21. априла сакупила у Делиграду и одатле кренула ка Нишу. Као помоћ им је пристигао и Вељко Петровић који је оперисао у области Ниш-Пирот. Срби су код Каменице изградили шест шанаца. Пораз на Каменици био је последица турске премоћи, неактивности српске војске и сукоба Петровића са Петром Добрњцем. Томе је допринео и Вељко Петровић који се својевољно одвојио од главнине и упао преко Понишавља у Загорје, заузевши Белу Паланку. Турцима је пристигло појачање са истока. Захтев Милоја Петровића да се одмах нападне није прихваћен. Турци су успели да провале у шанац. Када је Стеван Синђелић видео да их не може истерати, опалио је кубуром у бурад барута и тако завршио битку. Изгинуло је много Турака, али и око 3000 Срба. Турци су након битке кренули у офанзиву, опколили Делиград и распоредили се између Мораве и Тимока. Нису успели да заузму једино Пореч кога је храбро бранио Миленко Стојковић. Карађорђе је успео да заустави турски продор и да сузбије напад Алије Гушанца из Јагодине. Код манастира Манасија нанео је пораз Турцима, а даље борбе прекинуло је зимско време. Карађорђе је настојао да на своју страну придобије Француску. Његов делегат Раде Вучинић примљен је у Бечу од стране француског министра спољних послова. Французи су одбили да посредују на Порти, али су показали симпатије за српски устанак. Вучинић је путовао и у Париз, предлагао Наполеону да помогне стварање независне Србије, на челу са Карађорђем и његовим наследницима и Наполеоном као протектором, али без већег политичког ефекта.
Руси су пружили више помоћи следеће, 1810. године. Помажу Србима да освоје Кладово. Одред од 1500 Руса под грофом Јозефом Орурком учествује у Варваринској бици. Турску војску предводио је румелијски валија и командант нове турске армије која је кренула на Србе, Хуршид-паша. Орурк је на варваринско поље дошао са Вељком Петровићем и Младеном Миловановићем. Средином септембра дошло је до крваве битке која је трајала три дана. Након првог окршаја, војске су се одмарале 19. августа, да би завршни део битке био вођен следећег дана. Турци су тада потпуно разбијени и натерани на повлачење ка Нишу и Лесковцу. Срби под Карађорђем поново успостављају границу на Јастрепцу и реци Топоници у близини Ниша. Турци су приликом повлачења спалили 40 села у крушевачкој нахији. На крају године заузет је Гургусовац, па је источна граница устаничке државе успостављена пре примирја у Слобозији враћена. Октобра исте године вођена је на западу битка код Лознице. Тешке борбе воде се недељама. Лозницу је бранило око 1200 Срба под Антом Богићевићем. Опсада је трајала 12 дана, уз тешке губитке са обе стране. Турци су били троструко јачи. Карађорђев повратак из Варварина донео је преокрет. Са Станојем Главашом и Симом Марковићем, Карађорђе је 17. и 18. октобра водио тешку битку на пољу Тичар у којој су Турци потпуно потучени. Међу познатијим рањеницима били су Стојан Чупић, Лука Лазаревић и Лазар Мутап, Цинцар Јанко Поповић и Станоје Главаш. У бици је учествовао омањи козачки одред под командом пуковника Никића. Србима је пао у руке цео турски логор. По значају и броју погинулих и рањених, битка код Лознице, на Тичару, равна је боју на Мишару. Њом је сломљена турска офанзива из Босне. Граница на Дрини је учвршћена.
Источна граница није била мирна ни током 1811. године. Воде се борбе између српско-руских одреда и одреда видинског Мула-паше. На нишком фронту, Турци су били блокирани у нишкој тврђави. Од познатих бојева треба поменути бој на Грамади, када је на обе стране учествовало по 8000 бораца. Нишки Хушрид-паша поражен је у овој бици. Слична ситуација трајала је до 1812. године, када су Руси отпочели преговоре са Портом. Срби су морали да обуставе упаде на турску територију. Сторнирано је и извођење Чичаговог плана (адмирала Чичагова) о подизању Херцеговине и Црне Горе против Турске.
Русија је 28. маја 1812. године закључила са Турском Букурешки мир којим је окончан Руско-турски рат. Осмом тачком били су обухваћени српски устаници којима је Порта обећала амнестију, да сами управљају унутрашњим пословима земље, да сами сакупљају порез, а Турци се враћају у градове и добијају крупно наоружање српске војске. Порта је пристала да на Србе пренесе исте повластице какве су имали становници архипелашких острва. Познати осми члан Букурешког мира није задуго био познат устаничким старешинама. Они су за њега сазнали најпре са турске, а не са руске стране. Карађорђе је покушао да издејствује боље услове за Србе. Он се обраћао Чичагову (команданту руске Дунавске армије) преко Јакова Ненадовића кога је послао у Букурешт. Обраћао се и грофу Орурку, па и самом цару Александру лично. Све је било узалуд. Након завршетка рата са Русијом, први задатак Порте био је да смири устанике, било да се мирно покоре турској власти или да силом успостави свој суверенитет.
Порта је најпре покушала да се споразуме са устаницима обавестивши их да ће њена војска кренути од Ниша да поседне тврђаве и друге стратешке центре, а да Срби морају распустити своју војску и прихватити турску управу без противљења. Карађорђе је сазвао скупштину у манастиру Враћевшници (27. август 1812) на којој је најпре Марко Ивелић, изасланик руске команде, саопштио Србима услове Букурешког мира, а потом је именована депутација која је послата у Цариград да преговара. Турци за то нису хтели ни да чују. Челеби-ефендија (султанов пуномоћник) тражио је пуну капитулацију, без икаквих услова. Обе стране нису попуштале у првој половини 1813. године. Мула-паша у Видину нудио је савез Србима против султана, али су Срби одбили на наговор Руса. Вести о Наполеоновим успесима после битке код Лицена навеле су Порту да силом угуши устанак. Карађорђе, обавештен о томе, одлучио је да брани Србију. Цела земља претворена је у огроман ратни логор. Карађорђе је наредио општу мобилизацију, неку врсту свенародне одбране, утврђивао је стратешке тачке, набављао муницију и гушио све што је било противно оваквим мерама. Јула 1813. године издао је чувену прокламацију којом српски народ позива на одсудну битку. Изјавио је да Србија има оружја и хране да се брани 10 година. Српско-турски фронт подељен је на три сектора: неготински (где је командовао Вељко Петровић са 3000 бораца), делиградски (под командом Вујице Вулићевића и Станоја Главаша, са око 12.000 ратника) и дрински (10.000 ратника). Турци су средином јула прешли у напад на сва три фронта. Најжешће су нападали на истоку, са видинске стране. Вељко Петровић је првих дана имао извесну иницијативу, па је чак упадао преко Тимока до Видина. Ипак, морао се повући у Неготин, кога су Турци нападали две недеље. Освојили су га тек након што је Вељко Петровић погинуо, а потом заузимају Брзу Паланку, Кладово, Текију и Пореч. Срби се бране чврсто и на Делиграду, али су Турци овде користили тактику из 1809. године. Делом војске опсели су Србе, а другим делом кренули долином Мораве до Дунава и заузели Пожаревац. На Дрини је пружен крвав отпор далеко надмоћнијим турским снагама. Истакли су се нарочито добровољци Зеке Буљубаше који су били махом Срби из пограничних крајева Босне. Турци пробијају фронт код Смедерева. Карађорђева болест допринела је погоршању ситуације. Његова појава на Морави (где је покушао да понови одбрану из 1809. године) није поправила ситуацију, јер су Турци овога пута били далеко бројнији. Он се вратио у Београд, а одатле пребегао у Земун у Аустрију. Два дана касније, турска коњица је ушла у потпуно празан Београд. Срби су напустили београдску и смедеревску тврђаву без борбе.
После пада Београда, отпор је потрајао још око месец и по дана. Заузевши Београд, Турци су га претворили у вероватно највећу пијацу робова: само 5. октобра тамо је продато и купљено 1800 робова. Делиград се држао 6 недеља након пада Београда. Након што су сазнали да је Карађорђе избегао у Аустрију, бројне устаничке вође напуштају Србију. Последњи из ранга господара предао се на позив Турака уз свечано обећање да ће дати општу амнестију. Био је то Милош Обреновић са својим сарадницима (Лазар Мутап, Арсеније Ломо). Тако је завршен први српски устанак после 9 година и 9 месеци ратовања. Последње устаничке пушке испаљене су вероватно пред Делиградом.

## Између два устанка
Рестаурација турске власти праћена је страшним зулумима, конфискацијама, поробљавању и убијању. Готово све покретно покућство, пољопривредни инвентар и жива стока су заплењени. Чак су и обични турски војници имали право на деобу плена. Дванаест дана покорено становништво било је ван закона. Појавило се на десетине опустошених села. Само у Аустрију пребегло је више од 120.000 лица. За заповедника Београда именован је Сулејман-паша Скопљак кога је Порта ценила јер је 1805. године угушио покрет Дробњака. Порта је најпре позвала избеглице да се врате, обећавајући амнестију. Тиме је хтела да обезбеди радну снагу како привреда не би потпуно запустела. Коначан успех руских операција против Наполеона утицао је на султана да нареди да се привремено поштују одлуке Букурешког мира, односно његове 8. тачке. Турци су чак пристали да Станоје Главаш постане сердар и главни чувар безбедности царског друма од Ћуприје до Београда. Сулејман-паша је повратио установе и порезе од пре 1804. године. Турска благост потрајала је само док је постигнута војна безбедност. Потом се прешло на спровођење полицијског терора под изговором тражења сакривеног оружја и посакриваних хајдука. Прави циљ био је освета. Специјални одреди крстарили су кроз српска села и, под изговором потраге, пљачкали народ. Наметнут је велики кулук народу за оправку београдске тврђаве. Порез је веома повећан у односу на 1804. годину (32 гроша за лични порез, харач и спахијску главницу). Тако је почетак 1814. године увелико личио на период од 1801. до 1804. године.
Срби су покушали да овакво поступање турских власти изнесу пред Бечки конгрес. Надали су се да ће се руска дипломатија заузети за Србе у Турској сматрајући се обавезном према српском народу због помоћи у претходном рату. Представници Срба на Конгресу били су Мелентије Никшић (архимандрит Студенице), прота Матеја Ненадовић и пуковник Стеван Живковић. Своје главне наде Срби су везивали за Русију. Прота Матеја донео је у Беч текст „Народне молбе“ из Србије са потписом кнеза Милоша Обреновића и других кнезова. Они су 17. децембра примљени у аудијенцију код аустријског цара Франца који је обећао да ће се за Србе заузети на Порти како би им обезбедио лакши положај. Убрзо затим је руска влада упутила циркуларну ноту европским представницима којом је од цивилизованих европских држава тражила да се заложе за бољи живот хришћана у Османском царству. Резултата није било јер су европске државе биле подељене по питању одржања. Даље акције у том погледу спречила је рестаурација Наполеонове власти. Бивши француски цар вратио се са Елбе и преузео је власт у Паризу након десет месеци изгнанства. У међувремену је и у Београдском пашалуку избио нов устанак против турских власти.
Половином септембра 1814. године избила је буна у пожешкој нахији, са средиштем у манастиру Трнави код Чачка. На чело јој се ставио бивши старовлашки војвода Хаџи-Продан Глигоријевић. Буна се проширила и на део крагујевачке и јагодинске нахије. Против Турака су нарочито устала села гружанске кнежине. Турци су приморани да беже из Чачка, Карановца и Трстеника у суседне пашалуке. План побуњеника био је да на устанак подигну и ужичку, старовлашку и новопазарску нахију. Кнез Милош Обреновић  позван је да се придружи побуњеницима, али је одбио. Сулејман-паша Скопљак је послао свог ћехају у Чачак да руководи акцијом против побуњеника. Дошло је до сукоба код Кнића где су турски заповедник Амишбег и Милош Обреновић потучени. Упркос победи, устаници су се сутрадан разишли сматрајући да устанак није добро припремљен. Хаџи-Продан је избегао у Аустрију, а одатле у Бесарабију где је и умро. Слом буне изазвао је одмазду турских власти које убијају око 300 људи у Београду (нпр. Пајсија, игумана манастира Трнаве), а међу убијенима је и Станоје Главаш који је након гушења Првог српског устанка био под сталном пратњом Сулејман-паше Скопљака који је и издао налог да му се одсече глава. Хаџи-Проданова буна представља увод у догађаје из 1815. године.

## Други српски устанак
Турске власти су након Хаџи-Проданове буне стално сумњали у тајне састанке и завере у народу, што је јачало Сулејман-пашину окрутност. Срби су били веома забринути када је Сулејман-паша позвао у Београд већи број кулучара из Београдског пашалука, а са њима и све кнезове и виђеније људе (фебруар 1815). Очекивало се најгоре, па су многи одбили да дођу (нпр. Арсеније Ломо, Лазар Мутап). Паша је извесно време задржао кнезове у конаку. Они су тамо сазнали вести о погибији Станоја Главаша. Пошто им је одређена висина пореза коју треба да плате, пуштени су кућама уз упозорење шта ће се десити ако дижу немире. Задржан је једино Милош Обреновић и његов писар Димитрије Ђорђевић. Утисак који су кнезови понели из Београда био је веома тежак. Потреба за одбраном од Турака поново се јавља. Тако је у марту дошло до два тајна састанка народних првака из рудничке, ваљевске и београдске нахије. На њима је одлучено да се мора дизати устанак (говоре су одржали Ломо и Мутап). Чекало се на пролеће и повратак Милоша. Милош је неочекивано ослобођен у другој половини марта. Скопљак га је пустио како би сакупио 50.000 гроша и откупио стотинак заробљеника из Хаџи-Проданове буне. Када је дошао у Рудник, сазнао је за превирања у масама и пристао да им се придружи; чак је и сам одржао неколико састанака на којима је одлучено да се са устанком отпочне на Цвети на сабору у Такову. Три дана пре празника, појавиле су се харачлије у Јасеници и отпочели са изнуђивањем новца, уценама и батинањима. Арсеније Лома их је разјурио, док је у једном гружанском селу убијен сакупљач пореза. У недељу, 11. априла (стари календар) одржан је сабор у Такову на коме је Милош свечано објавио да се диже нови устанак. Са падина Рудника, устанак се проширио на све околне крајеве. Милош је јавно раскрстио са Турцима.
План борбе кнеза Милоша био је да се најпре ослободи средишњи део пашалука (као некада Карађорђе), отерају Турци из нахијских седишта и опседну утврђења. Рудничка, чачанска и крагујевачка нахија, са ослонцем на Рудник, били би центар устанка. Милош је из Такова упутио свог брата Јована и Мутапа на Чачак, а Милутина Гарашанина да спречи одлазак београдског гарнизона у унутрашњост Србије. Милош је остао на Руднику да прикупља нове борце које је упутио на Ваљево и Крагујевац. Турци су одбили напад на Чачак, па се устаници повлаче на Љубић. Скопљак шаље свога ћехају Имшир-пашу (5000 људи) против Милоша, како би ослободио Чачак притиска и разбио војну снагу устаника. До сукоба је најпре дошло на Липару, након чега је Имшир-паша ушао у Чачак. Сутрадан је дошло до битке на Љубићу где су Турци одбијени. Ово је највећа устаничка победа у Другом српском устанку. Подигла је значајно углед кнеза Милоша. Турци се након битке повлаче преко Мораве да се прегрупишу. Убрзо након ове, одиграла се друга значајна битка устанка. Кнез Милош је разбио Турке на Палежу (Обреновац). Око 2000 Срба је јуришало на Турке користећи домузарабе (заклон од дасака, нека врста примитивног тенка). Устаници су потопили турске четокаике (мале ратне лађе) и задобили два топа. Након битке спаљен је Палеж, а на устанак се дижу ваљевска и београдска нахија. Прекинуте су везе између Београда и Шапца. Заузета је и скела код Палежа која је била прелаз ка Срему, што је устаницима омогућило да набављају оружје за устанак. Даље ширење устанка успорено је због тешких окршаја на Љубићу. Јован Обреновић и Танаско Рајић (Карађорђев барјактар) одбијају Турке. Турци су 24. маја потукли Турке и задобили топове, али су потом претрпели тежак пораз у коме је страдао Имшир-паша. Срби заузимају Чачак и гоне Турке ка Сјеници. Задобили су и турско робље које воде у Ужице. Ваљево је пало под устаничку власт 15. маја. У борбама око Пожаревца које су трајале недељу дана, око 15.000 Срба предводио је лично Милош Обреновић. У биткама учествују и Петар Молер, Павле Цукић, Стеван Добрњац. Турци су потучени и отерани у Ћуприју, након чега је ослобођена пожаревачка, а затим и ћупријска и јагодинска нахија. Заузећем Пореча, устаници су освојили источну половину Пашалука. На западу Стојан Чупић буни шабачку нахију. Босански везир Хуршид-паша покушао је да преко Шапца дође у помоћ Београду, али је потучен код Дубља. Тамо је 14. јула погинуло 1200 Турака, а само око 50 Срба. Тако је за само 3 месеца ослобођен цео Београдски пашалук, сем утврђених градова које устаници нису ни намеравали да нападају.
Успех новог устанка одјекнуо је и изван Србије. За њега су се заинтересовале вође Првог устанка, на челу са Карађорђем, као и аустријске пограничне власти. Руски цар обавештаван је преко Матеје Ненадовића који је боравио на Бечком конгресу. Руси су обећали да ће посредовати на Порти, али тек након што Срби прекину са акцијама. Почетком лета 1815. године турска власт не постоји у унутрашњости Пашалука. Милош је био вољан да преговара истичући да је устанак подигнут против Сулејман-паше Скопљака, а не против султанове власти. Доказ је чињеница да је устанак обухватио само простор Београдског пашалука, а не и остале крајеве који су били обухваћени Првим устанком. Страхујући од дипломатске интервенције Русије, а свакако и под утиском пораза, Порта је почетком лета послала Марашли Али-пашу, румелијског валију и сераскера турске војске у Европи, да преговара. Слична упутства добио је и Хуршид-паша. Српски устанак је ушао у другу фазу, фазу преговора. Милош је преговарао са босанским везиром. Хуршид-паша је дао Милошу гаранције да ће Срби бити амнестирани. Истовремено, са Марашли Али-пашом у кнежево име на Морави преговарају Вујица Вулићевић и Јован Обреновић. Марашлија није тражио предају оружја већ само изразе покорности, обуставу рата и пролаз до Београда. Од Матеје Ненадовића Милош је сазнао за договоре са Марашлијом, па је морао признати да он даје боље услове од босанског везира. Милош је лично преговарао са Марашлијом који му је дао скупоцене поклоне. Марашлија је наредио Хуршид-паши да не прелази Дрину. На основу преговора Милоша и Марашлије, послате су одлуке Порти на разматрање. Султан је на основу њих почетком 1816. године послао Марашлији осам фермана који су регулисали нов положај Срба у Београдском пашалуку.
Одлучено је: 1) царина се наплаћује строго по тарифи; српски трговци се не глобе; 2) спахије узимају десетак строго по бератима; 3) сваки Србин може слободно трговати по Османском царству; 4) порез се плаћа у две рате (Ђурђевдан и Митровдан); 5) војна посада да буде само по градовима, из ње се искључују јаничари; 6) по градовима и паланкама, уз турског старешину да седи по један српски кнез; 7) амнестија за устанике; 8) харач је знатно смањен од оног под Скопљаком.
Сулејман-пашину страховладу заменила је блага владавина Марашли Али-паше. Кнез Милош није званично добио никакву потврду свог положаја, али су га Турци сматрали најстаријим међу српским старешинама. Обавезе у вези са Турцима пореске и судске природе убудуће је требало одржавати посредством Народне канцеларије.

## Полуаутономија (1815-1830)
Народна канцеларија било је изборно административно тело састављено од народних представника 12 нахија Београдског пашалука. Она је требало да буде врховни орган полуаутономне Србије. Милош је био председатељ, а Петар Молер надзиратељ њеног пословања. Она је већ на почетку изгубила доста своје надлежности због сукоба врхова њеног рада. Почетак тога је сукоб Молера и кнеза Милоша. Још у време устанка, Молер је заступао владавину четворице истакнутих људи тог времена: Молера, Милоша, Павла Цукића и Матеје Ненадовића. Сваки би добио неколико нахија на управу, па би се избегла могућност да неко самостално влада. Током устанка, Милош је прећутно то прихватио. Након завршетка устанка, Милош и Молер боре се за првенство у Народној канцеларији, а борби се почетком 1816. године придружују и Вујица Вулићевић, а убрзо и студенички архимандрит Мелентије Никшић. Никшић се залагао за теократију сличну црногорској, а нарочито се окомио на Молера, док је Вулићевић стао уз Молера против Милоша. Сукоб је решаван на Ђурђевданској скупштини где је Молер оптужен за проневеру новца од пореза. На наговор Милоша и Никшића, Марашлија је наредио да се Молер задави на Калемегдану, заједно са Карађорђевим војводом Радичом Петровићем и једним београдским кујунџијом. Милош је Молера заменио својим писаром, Димитријем Ђорђевићем, и тако потчинио Народну канцеларију. Убрзо је погинуо и Мелентије Никшић. Милош се бојао његовог угледа, па је наложио да се убије.
Султановим ферманима Срби су добили повластице које су уживали поданици архипелашких острва и неких других крајева Османског царства. Турска власт у Пашалуку успостављена је 1813. године, а затим поново 1815. године. Чинили су је: везир (обично паша) са својом свитом и алај-бег, старешина спахија. У периоду полуаутономије постојала су тројица везира: Марашли Али-паша (1815-1821), Абдурахман-паша (1821-1826), Хусеин-паша (1827-1833). Турске старешине у нахијама били су муселими (Срби су их звали војводама) и кадије. Постављао их је везир. Уз њих су носиоци турске власти били и око 900 спахија. У рукама ових органа власти биле су царине, трошарине и скеле. Милош је 1815. године утврдио ставку од око 28.000 лица која плаћају порез Порти. Међутим, већ 1830. године тај број је нарастао на 72.500 лица (досељени, природни прираштај) те је остатак од пореза ишао у Милошеву благајну. Већ 1816. године Милош је закупио царске спахилуке, а 1826. године царине. То му је доносило огромне приходе.
Уз турске власти постојала је и српска: врховни кнез, Народна канцеларија, обор-кнезови нахија и кнезови кнежина. Постојали су и кнезови који су уз муселиме судили Србима. Посебан порез сакупљан је за издржавање српске администрације. Народне скупштине одржаване су до 1830. године (Хатишериф) сваке године на Ђурђевдан и Митровдан. То су обичне или мале, насупрот великих скупштина које су се организовале по потреби. Чиниле су их старешине. Од 1825. године Милош уводи своју војску под именом „уписни пандури“ или „солдати“ (од 1827). Хатишериф из 1830. године озваничио је ово његово право.
Милош се за помоћ обратио руском цару Александру, ратоборном присталици спољнополитичке оријентације из времена Првог српског устанка. Преписка је обављана преко Матеје Ненадовића који је живео тада у Бечу. Александра је 1825. године наследио Николај. Суочена са неуспехом против грчких устаника, Турска се нашла у тешком положају према Русији, са којом је 7. октобра 1826. године потписала Акерманску конвенцију. Њиме су решавани спорни руско-турски погранични проблеми, а пети члан односи се на Србе. Он се позивао на осми члан Букурешког мира (1812) и обавезао Порту да за 18 месеци утврди са српским депутатима повластице које ће бити „награда за верност српских поданика султану“. Поменуте повластице Срби ће добити у складу са жељама израженим Одвојеним актом. Руси су одустали само у тачки наследног кнежевског достојанства. Срби су конвенцијом добили право трговине читавим Царством. Испуњење пете тачке конвенције спречено је избијањем Руско-турског рата. Руски цар наложио је Милошу да се не меша. Ипак, Милош је посредно, слањем информација и задржавањем контингената са запада, из Босне, ипак помогла Русима. Шеста тачка Једренског мира (1829) односила се на Србију и обавезивала је султана на издавање хатишерифа који би решио српско питање у складу са Одвојеним актом и Акерманском конвенцијом.

### Српске депутације у Цариграду
Срби су своје деловање на дипломатском плану у периоду од 1815. до 1838. године вршили преко депутација које су слале Порти. Порта је молбе одбијала, делимично или потпуно прихватала. Најважније захтеве Срба депутације су носиле још током Карађорђеве владавине (нпр. Петар Ичко), да би са тиме наставио и Милош који је послао укупно 9 депутација током своје прве владавине. Депутације су се наставиле и након што су Срби добили свог дипломатског представника (капућехају) на Порти хатишерифом из 1830. године. Милош је 1838. године послао девету депутацију на захтев саме Порте (види доле). Систем депутација настављен је и после 1839. године.
Прва депутација од септембра 1815. године тражила је од Порте да Марашли-Али пашу именује београдским везиром. Друга депутација ишла је у Цариград већ октобра исте године како би Порти објаснила разлоге због којих су се Срби већ три пута дизали против Турака. Ове две депутације упућене су у турску престоницу током преговора Милоша и паше. Изложени су неки српски захтеви који су се темељили на условима које је Порта давала Ичковим миром, а на основу којих је султан издао осам фермана. Порта није прихватила два српска захтева: наследног кнеза и плаћање данка одсеком. Најзначајнија олакшица коју су Срби добили било је смањење харача са 13 на 3 гроша. Трећа депутација (половина 1816) имала је за циљ да уреди финансијска питања. Поднела је захтев да се све дажбине Порти (сем плаћања Београдској царинарници) исплаћују одсеком. Порта није удовољила захтеву ни поред касније интервенције Строганова, руског изасланика у Цариграду. Питање наследног кнежевског достојанства Милош је идентификовао са личним питањем. Ако он постане кнез, Србија би постала кнежевина. Од кнеза Милоша, који се 1817. године прогласио за наследног кнеза, Порта је тражила да дође у Цариград на поклоњење, али је овај то успео да избегне. Он је послао четврту депутацију са скоро истим захтевима, којима су придодати и захтев за наследним кнежевским достојанством и захтев да Србију посети нарочити Портин комесар. 
У међувремену, Строганов је добио нове инструкције из Петрограда. У складу са њима, Строганов је саставио нацрт молбе коју би требало да Срби предају Порти. Милош је у захтеве придодао и повратак територија које су некада биле у саставу Карађорђеве Србије (1820). Строганов је српске захтеве свео у 9 тачака и додао захтев за границама из 1812. године када је склопљен Букурешки мир. Порта је, пре него што су стигли ови захтеви, послала Србима фермане којима им је давала неке олакшице у вези плаћања данка. Кнез Милош је одбио да прими ферман јер у њему нема ни речи о кнежевском достојанству. Такође је одбио и да потпише унапред спремљену заклетву верности. Односи између Срба и Турака почињу да се краве, први пут после 1815. године.
Преговоре са Портом наставила је пета депутација. Предводио ју је Вујица Вулићевић. Новембра 1820. године депутација је стигла у Цариград, али је убрзо стављена у затвор. Разлог је био избијање Влашког устанка (1821) за кога су Турци сматрали да има везе са Србима. Порта је депутате држала у затвору читавих пет година. Они су служили као таоци да Србија остане мирна у тешким приликама Грчког и Влашког устанка. Српски дипломатски послови су сасвим стали када је Строганов напустио Цариград. Милош се спремао за рат са Турцима; набављао је оружје и муницију, а одузео је пуномоћја депутатима. Потом је у Грчкој избио устанак, а за београдског везира дошао је непопустљиви Абдурахман-паша. У Цариграду је Строганова заменио Рибопјер. Постављен је 1824. године, али је на дужност ступио тек 1827. године. Српска депутација ослобођена је годину дана раније. Абдурахмана је наследио Хусеин-паша током чијег мандата (1827-1833) је Србија стекла аутономију. У међувремену се у Цариграду налази шеста српска депутација која преговара и у време кризе изазване руско-турским ратом. Преговори Срба и Турака настављени су након доласка Рибопјера.

## Стицање аутономије
Приморана одредбом Једренског мира, Порта је већ 30. септембра 1829. године издала Србима Први хатишериф. Био је насловљен на београдског везира и београдског молу, те је Милош Обреновић помишљао да га одбије. Није садржао ништа ново; султан је поновио одредбе Акерманске конвенције и Букуршеког мира. Хатишериф је стигао у Београд децембра 1829. године, а фебруара следеће године прочитан је на Скупштини. Његове копије су, потом, разаслате у све вароши и градове. Њиме је призната пуна унутрашња самоуправа, односно аутономија Срба под Милошевом управом. Србија се територијално имала проширити за тзв. Шест нахија. Милошева настојања да се Србији присаједине и делови око Ниша и Видина спречила је руска дипломатија (нарочито генерал Дибич) која није била за већа територијална оштећења Турске на Балкану. План грофа Каподистрије да се пораз Турске искористи за стварање пет краљевина на Балкану (Србију би чиниле Србија, Босна и Бугарска) је одбијен. Припреме и преговори око Другог хатишерифа трајали су читавих годину дана. Као основа за његово састављање послужио је Давидовићев „мемоар“ који је био полазиште и руском пројекту хатишерифа. Турци су саставили контра-пројекат и на десет конференција (26. јун – 9. октобар) утаначалави садржај овог најзначајнијег документа у настанку српске аутономне државе. Октобра месеца султан је потписао Други хатишериф из 1830. године. У прву групу одредби спадају оне везане за вазални положај Србије: Срби могу набављати по читавом Царству све што им је потребно за новац, сва утврђења сем старих царских градова биће разрушена, Србији ће бити враћени отргнути предели по завршетку рада посебне руско-турске комисије која ће „извидити право стање ствари“, поновљена је одредба да се све дажбине се плаћају одсеком (дажбинско питање везано је за проблем отргнутих нахија, па није до краја решено), Турци који имају своја добра у Србији морају их у року од годину дана по правичној цени продати Србима (пошто их претходно процени комисија), а уколико не жели да их прода, приходи од њих уплаћиваће се у београдску благајну, а она ће их исплаћивати власницима, Турцима се забрањује пребивање у Кнежевини. У другу групу спадају одредбе које се односе на самоуправу: Порта се не меша у унутрашњу управу Србије, признато је право вероисповести, Милош је потврђен у звању српског кнеза, управа је поверена Милошу и Савету, Турци су одстрањени из правосуђа, кнез има право да одржава војску ради одржања реда и поретка, поред војске има право основати болнице, штампарије, школу и пошту, гарантована је слободна трговина, Срби у Цариграду могу држати свог дипломатског представника (капућехају). Овога пута Милош се није бунио што је акт насловљен на београдског везира. Сви битни захтеви били су решени сем проблема присаједињења отргнутих нахија и одсеченог данка. О установи Народне скупштине, која је код Срба постојала, није било речи. Уз хатишериф из 1830. године ишао је и Берат издат на име Милоша Обреновића који му је давао наследно право по хришћанском принципу првородства. Султан је препоручио кнезу да разумно управља земљом у шта нема права нико да му се меша.
Трећи хатишериф је насловљен на кнеза. Њиме је требало да буду решени спорови који су преостали након 1830. године. Милош и Руси користили су се очајним стањем у којем се Порта налазила: три велике буне у Босни, Албанији и Египту. Милош је подстрекивао становништво у отргнутим крајевима на побуну против власти. Буна је захватила крушевачку нахију и параћински, ражањски и алексиначки срез (јесен 1832). Источна Србија устала је на пролеће 1833. године. У њу је ушла српска војска. Милош је тако довео Русе и Порту пред свршен чин . У то време закључен је Ункјар-Искелесијски уговор Руса и Турака. О садржају хатишерифа из 1833. године решавано је на конференцији реис-ефендије и Буњетова. Отргнути крајеви дају се кнезу према топографској карти коју су саставили комесари. Висина данка пресечена је на 2.300.000 турских гроша, у две рате. Ова одредба поменута је у претходном хатишерифу, али не и утаначена. Хатишерифом из 1833. године укинуте су феудалне обавезе у Кнежевини Србији. Рок за исељење Турака продужен је на пет година. Турци су потчињени београдском везиру. Забрањено је ношење оружја у вароши. Хатишериф је на српском језику прочитан на Трифунској скупштини фебруара 1834. године. За доношење акта пресудну улогу имала је руска дипломатија што је касније често истицала. Извесну улогу одиграла је и српска депутација, али и Димитрије Давидовић, посредник између Руса и српске депутације.
Носиоци власти у Кнежевини Србији били су: кнез, Народна скупштина и Савет. Милош је бератом из 1830. године добио наследно кнежевско достојанство. Династија Обреновића владаће Србијом до 1903. године, уз прекид (1842-1858). Народне скупштине биле су: 1) обичне (редовне); 2) велике, главне или свеопште. Прве су се састајале двапут годишње: на Ђурђевдан и Митровдан. Скупштине нису држане током 4 године (1830-1839), а укупно је у овом периоду одржано 6 великих Скупштина и 4 мале. Сазивао их је кнез у Крагујевцу (до 1837) и Београду (до 1839). После кнеза, Савет је био најважнија установа. Совјет сербски основао је Милош 1826. године, присиљен Ђаковом буном, али је радио свега 2-3 месеца. Хатишерифом из 1830. године предвиђен је Савет са којим кнез дели власт. Читава прва владавина кнеза Милоша протекла је у борби кнеза и Савета око превласти. Руси и Порта подржавали су Савет како би ограничили кнежеву власт. Закон о Државном савету донет је на Петровској скупштини 1835. године. Савет је делио законодавну власт са кнезом; Савет има иницијативу, а кнез право вета. Све власти биле су му потчињене. Поред законодавне, имао је и судску власт. Од 1836. године председник савета је Стефан Стефановић Тенка.

## Турски устав
У Србији је 1835. године донесен нов устав. Претходила му је Милетина буна која је кнеза приморала на попуштање. Међутим, услед интервенције Русије, устав је укинут, а наредне три године протекле су у борби уставобранитеља да се донесе нов устав. У доношење новог устава мешале су се велике силе. Порта је 1837. године напустила улогу посматрача и преузела на себе значајну улогу у доношењу новог српског устава. Београдски везир добио је извештај да тражи да у Цариград дође двочлана српска депутација која ће израдити устав. Један од чланова морао је бити Аврам Петронијевић, један од вођа опозиције кнезу. Други депутат био је Јаков Живановић, кнежев секретар, личност од које се Петронијевић далеко боље сналазио у цариградским круговима. Милош је својевољно депутатима придодао и пуковника Јованчу Спасића, који се у уставну проблематику није разумео, али је знао грчки и турски језик, па је тако могао да проверава Петронијевића, пошто Живановић није знао те језике. Ово је била девета, последња депутација коју је Милош послао током своје прве владавине. Депутате је априла месеца у Цариграду примио министар спољних послова Мустафа Решид-паша. Депутати су добили новац за подмићивање кога нису потрошили на начин који би задовољио кнеза. Порта је од почетка била наклоњенија опозицији него кнезу. Таквом ставу допринео је Петронијевић, руско посланство и београдски везир, кнежев противник. Порта је израдила три нацрта устава. Коначан нацрт урађен је на основу компромиса са руским и енглеским послаником. Русија и Порта били су задовољни урађеним, кнез није. Депутати су  се вратили у Кнежевину марта 1838. године. Слободан Јовановић је изнео мишљење да је Устав из 1838. године дело Аврама Петронијевића. Он је у тајним договорима са руским послаником и Портиним чиновницима издејствовао да се у устав унесу идеје опозиције о ограничењу кнежеве власти. Издавањем Турског устава у виду Четвртог хатишерифа решено је уставно питање у Србији. Крајем марта он је одштампан у великом тиражу и послат сваком селу и вароши.
По питању поделе власти, Устав из 1838. године се држао принципа поделе власти као и Сретењски: кнезу извршна, Савету законодавна, а суду судска власт. Кнезу је дато минимално право и на израду закона преко министара. Закон о Савету (1839) дао је кнезу право законодавне иницијативе, а извршна власт више је везана за Савет јер су министри бирани из његових редова. Извршну власт кнез је обављао преко владе од 4 министра (спољни, унутрашњи послови, финансије и правда са просветом). Савет броји 17 чланова, а поставља их кнез из редова истакнутих старешина. Саветнике је кнез могао збацити уколико учине кривицу која се докаже на Порти (ова тачка омогућавала је Порти да се меша у унутрашња питања Србије). Савет је има законодавну власт, право законодавне иницијативе, припреме закона и подношења кнезу на потпис. Закон који је усвојен већином гласова у Савету кнез није могао одбити. Устав из 1838. године не помиње Народну скупштину, јер је не помињу ни претходни Портини акти. Сазив Скупштине није био ни забрањен ни обавезан. Суд је тростепен: мировни, окружни и Апелациони. Устав из 1838. године је правно несавршен акт; он нема никакву систематизацију чланова нити је издељен на поглавља. То је резултат чињенице да је израђен на брзину (за једну ноћ). Његове вредности су следеће: 1) уништио је кнежев апсолутизам; 2) бројним члановима о суду (трећина свих чланова устава) ударио је темељ правном поретку у Србији; 3) омогућио је демократизацију политичког поретка у Србији. Турски устав је такође довео до избијања Јованове буне и пада Милоша са власти.

## Нишка буна
Велики народни устанак Срба у Нишком санџаку (пролеће 1841), од српске границе до Грделичке клисуре и Врања и до пиротских села и видинског санџака, изазвао је велику забринутост на Порти и дипломатске кораке Русије и Француске у Цариграду. Буна је обухватила нишку, лесковачку и пиротску нахију, делове прокупачке и врањске нахије и делове видинског санџака. Устанак је припреман још 1840. године и за њега су значи политички врхови у Србији (Михаило, Љубица, Протић). Преко приштинских Срба радило се на подизању сличног устанка у Старој Србији. Буна је одређена за месец мај 1841. године, али је откривена, па је подигнута још у априлу. Трајала је петнаестак дана. Устанак је проглашен на Народном сабору (око 150 људи) у Горњем Матејевцу код Ниша 5. априла 1841. године. За вођу је одређен сеоски трговац Милоје Јовановић. Устанак је имао више центара: Заплање, власотиначки крај, лесковачки крај, пиротска нахија, Бела Паланка. Устанак је био велико изненађење због територијалног пространства и бројности устаника. У првом налету протеране су турске субаше, а чардаци попаљени. Крупан успех био је краткотрајно освајање Беле Паланке на јуриш (под командом бившег буљубаше Младена). У Београд, а преко њега и конзула и на европске дворове, стигле су вести о буни. Пресечене су све везе Београда и Цариграда. Кнез је одмах по избијању устанка издао „Прокламацију“ којом је позвао становништво Србије да остане мирно. Тиме је хтео да отклони турске сумње. Устанак је био у успону првих 5-6 дана. У њему је учествовало између 18.000 и 20.000 људи. Устаници су опсели нишку тврђаву, а њен командант зове Милоја Јовановића на преговоре. Цела десна обала Јужне Мораве, до Грделичке клисуре, ослобођена је Турака. Устанак је савладао нишки Сабри-паша са гарнизоном и појачањима врањског паше. У Заплању је дошло до сукоба у коме су устаници поражени. Борба Јовановића у Каменичкој кули сломљена је артиљеријом. Права битка вођена је код места Ћурлинце, у којој је пало неколико стотина устаника и десетине Турака. Турци су након гушења буне пљачкали и палили по селима. Спаљено је 224 села у лесковачкој и врањској кази. У Србију је пребегло преко 11.000 људи. Порта је оптуживала српску владу за подржавање устанка. Гушење буне изазвало је оштре протесте на Порти од стране руске владе. Француска влада шаље Жерома Бланкија на терен да испитује узроке побуне. Српска штампа у Угарској опширно пише о овим догађајима.

## Начертаније
Уставобранитељи су показивали велико интересовање за националну политику; парадоксално, с обзиром да су углавном манифестовали туркофилство пошто су дошли на власт као Портини савезници (нпр. Александар и Петронијевић су били одани Порти). Они, међутим, долазе у додир са пољском емиграцијом (Чајковски у Цариграду) која је настојала да у Србији сузбије руски утицај. Чех Фрања Зах постао је утицајна личност у српској политици. Пољски емигранти подстицали су оснивање словенско-илирске државе на Балкану. Зах по доласку у Србију (октобар 1843) прикупља људе за панславистичку акцију. Он оснива панславистичко друштво у Београду са циљем да Србију учини предводницом јужних Словена. Илија Гарашанин, творац „Начертанија“ дуго је био министар спољних послова Србије. Преднацрт за Начертаније израдио је Фрања Зах. Гарашанин је одатле узео шта се поклапало са његовим ставовима. По Заху, српска спољна политика морала је бити југословенска. Турско царство ће пропасти, а његова територија биће подељена или ће се на њој створити нова хришћанска држава. У првом случају Срби би припали Аустрији. Зах је сматрао да Српско царство из 14. века треба обновити. Стварање велике хришћанске државе за њега није био револуционаран чин. Срби не треба да се ослањају на Русију која не жели стабилну државу на Балкану већ државу која према њој испољава пуну покорност. Бугари и даље очекују спас од Руса, па и Срби треба да их придобију на своју страну. Марочиту активност требало је усмерити на Босну, Херцеговину, Црну Гору и Северну Албанију. Потребно је одржати саобраћај према тим земљама. На томе би требало да ради српска влада. Потребно је да прокламује верску слободу, а Босна би требало да прихвати наследну династију Карађорђевића и српски устав. Потребно је изградити пут до Улциња како би се српска трговина ослободила аустријског утицаја.
Насупрот Заховом плану, Начертаније није југословенског већ српског карактера. Гарашанин на више места мења термин „југословенски“ у „српски“. Оно представља разрађени план српске националне и државне политике. Има уводни део и два поглавља: „Политика Србије“ и „О средствима којима би се цел србска постићи могла“. Уводни делови Заховог плана и Начертанија готово се не разликују, као ни они који се односе на политику према Бугарима, јер је Гарашанин ублажио Захов непријатељски став према Русији; он ипак допушта сарадњу са њима, ако би Русија водила искрену политику. Сем мањих разлика, одељак о Босни, Херцеговини, Црној Гори и Северној Албанији је исти као код Заха. У Срему, Банату и Бачкој, Гарашанин је прихватио Захову идеју о покретању српског листа којим би се дејствовало у интересу српског народа. Гарашанин је потпуно одбацио Захов одељак о Хрватима. Потребно је избегавати руски утицај и користити се слабошћу Турске. Аустрија је непријатељ словенске народности, али се према њој треба обазриво понашати. Трбало би, ради равнотеже, тражити пријатељство Мађара. Нужно је установити народну војску, дејствовати на Словене путем литературе, развити војну индустрију и др.
Гарашаниново Начертаније је био тајни спис који је остао непознат европским политичарима све до осамдесетих година 19. века, српском јавном мњењу до 1888. године, а сам садржај документа до 20. века. Како су са њим били упознати само владари и понеки политичар, оно није могло имати већег утицаја на српску спољну политику. Начертаније није конзервативан акт, мада се заснива на неким конзервативним идејама (легитимизам, историјско право). Гарашанин је према задацима Начертанија одмах прионуо на посао. Обраћа се црногорском владици Његошу, одржава везе са албанским католицима Миридитима, одржава везе са херцеговачким трговцима, трговцима из Старе Србије, шаље књиге у Бугарску, скоро бесплатно штампа бугарске књиге и сл. Долази у то време до првих политичких кретања међу омладином. Десетак гимназијалиста (међу њима и касније чувени либерали Јеврем Грујић и Милован Јанковић) основали су 1846. године „Душанов полк“ са циљем да збаце кнеза Александра и на престо доведу Михаила, истерају Турке и оснују велико српско краљевство.
Творац идеје о српском вицекраљевству био је српски капућехаја у Цариграду, Константин Николајевић. Као и Јован Мариновић, заступник Србије у Паризу, и Николајевић је непрестано убеђивао Гарашанина да Србија у револуционарним превирањима не сме стојати по страни. Николајевић је марта 1848. године послао једно начертаније министру унутрашњих послова Гарашанину, заобилазећи министра спољних послова (Аврама Петронијевића). Гарашанин је предлагао Николајевићу да уз помоћ пријатеља, Јована Штекера (лекара цариградских министара), успостави контакт са Портом тако да се нацрт не схвати као званичан предлог српске владе. Пријатељ, међутим, није имао успеха, мада је обећао да ће пројекат стићи до Порте. Тако је неуспешно завршен овај пројекат Гарашанина и Николајевића.
Поводом дипломатског сукоба око светих места у Палестини, руска војска на пролеће 1853. године улази у Влашку и Молдавију. Аустрија и Порта страховале су да би Србија у предстојећем рату могла стати на страну Русије. Руски емисар Фонтон у Србији говорио је да руски цар сматра српски народ пријатељским. Порта је нарочитим ферманом потврдила дотадашњи аутономни положај Србије након избијања Кримског рата. Српска влада настојала је да остане неутрална током рата. Русија се у почетку противила српском учешћу у рату, али како су ствари одмицале, она је безуспешно настојала да је увуче у рат. Аустрија је држала војску на српској граници, па је Александар наставио са ратним припремама; извршио попис народне војске. Порта је захтевала да се припреме прекину. Било је и покушаја да се Србија привуче на страну западних сила. На Париској мировној конференцији, руски протекторат над Србијом проширен је и на друге потписнице: Британију, Француску, Аустрију, Пруску и Сардинију. Веома важна одлука конференције која се тиче Србије је одлука да се допусти слободна пловидба Дунавом.

## Исељавање Турака из Србије
Спољна политика кнеза Михаила за циљ је имала рат са Турском. Пре ступања у рат требало је испунити неке услове: 1) укинути Устав из 1838. године и извојевати потпуну унутрашњу самосталност како се Порта не би имала права мешати у унутрашње ствари Кнежевине; 2) уклонити турске гарнизоне из градова (Београд, Шабац, Смедерево, Фетислам код Кладова, Соко, Ужице) како Турска не би могла ометати ратне припреме; 3) склопити савез са осталим хришћанским државама и народима на Балкану.
Кнез је почео укидањем Устава. На Преображенској скупштини донети су нови закони о Савету и Скупштини који су значили укидање Устава и потпуно утврђивање наше унутрашње самосталности. Порта је протестовала, али је протест остао чисто дипломатски. Турске војне манифестације почињу прикупљањем трупа дуж границе, а почиње и кретање њених трупа унутар Србије. Затим избијају сукоби у Београду између низама и варошког становништва. Повод је инцидент на Чукур чесми када је 3. јуна 1862. године српски дечак убијен од стране низама. Турски војници убијају и драгомана српске полиције који је дошао да интервенише на лице места. Отпочиње борба између Срба и Турака која траје целу ноћ, а прекида се формалним примирјем ујутру следећег дана, потписаним од српског министра Гарашанина и команданта београдске тврђаве Ашир-паше. Четврти јун прошао је без инцидената, да би 5. јуна, без икаквог повода и знака, из града Турци отворили топовску ватру на варош. Бомбардовање Београда траје четири и по часа. Оно није било толико опасно, јер турска артиљерија није вредела много. Бомбардовање Београда узбудило је европску дипломатију. Михаило је из унутрашњости брзо дошао у Београд и прогласио ратно стање, примајући диктатуру из руку Савета. У београдски гарнизон долази народна војска од 15.000 људи. Бомбардовање се сматрало за предзнак рата. Како би то спречиле, велике силе сазвале су конференцију у Канлиџи. Турске власти траже да се распусти народна војска, а српске нападају турску и траже да се турски гарнизони евакуишу из српских градова. Турци су увидели да је бомбардовање било грешка; није уплашило Михаила већ му је послужило као повод да питање исељења Турака изнесе пред велике силе. Француска и Русија биле су на страни Срба, а Аустрија и Енглеска на страни Турака. На конференцији је донето компромисно решење; одлучено је да се исели само невојничко становништво и поруше два града у унутрашњости (Соко и Ужице) који за Турску нису много вредели у стратешком погледу. Турска није била дужна да надокнади штету. Михаило није био задовољан одлукама конференције у Канлиџи и био је спреман на рат; чак је и ратну прокламацију имао написану. Ипак, инцидент у Београду оогућио му је стварање народне војске. Срби нису хтели подносити ни турску војску која је једино остала у градовима. Старије генерације на то су гледале као на ситницу, али је за млађе то била велика срамота. Овај проблем се, како је изгледало, није могао решити без рата. Међутим, изненада је 1867. године дошло до његовог решавања дипломатским путем, без проливене крви. До тога је дошло због преокрета аустријске источне политике (до тада наклоњене турској) услед пораза у Аустријско-пруском рату. Аустрија гледа да придобије Србију како би Источно питање решила у своју корист. На Криту 1866. године избија устанак, па се Порта плаши да се не прошири и на друге балканске хришћанске народе. Због тога је спремна да задовољи Србију. Михаило је то искористио како би издејствовао одлуку Порте по којој се гарнизони исељавају из Србије, а чуваће их Михаилова војска као војска верног султановог вазала. Последњи знак султановог достојанства била је застава која ће стојати на гарнизонима. Тако је завршено питање исељења Турака покренуто још 1820. године. Михаило је поводом успешног решавања по први пут посетио Цариград.

## Ослобођење Србије од Турака
Вести о Херцеговачком устанку стигли су у Србију у запаљивом стању. Земљом је управљала слаба чиновничка влада Данила Стевановића, а страначка борба пред скупштинске изборе 1875. године добијала је све оштрије облике. У Србији се јављају ратоборна расположења; појављују се добровољци и целе чете за одлазак у побуњене крајеве. Најважнију улогу добио је Главни одбор за помагање устанка кога су у Београду створиле избеглице из Босне и Херцеговине. Њиме је руководио митрополит Михаило. Док се све ово дешавало, Милан је био у Бечу где је требало да испроси младу. Влада је помагала добровољце, дајући им новац и отпремајући их на границу. Милану је у Бечу стављено на знање да Тројецарски савез не жели немире на Балкану. Зато је Милан по повратку у Београд тражио од владе да сместа обустави сваку помоћ добровољцима. Стевановић је одбио и понудио оставку, коју је разљућени кнез прихватио. Скупштински резултати 1875. године били су лоши за кнеза Милана. Либерали су однели убедљиву победу. Сада је кнез имао две могућности: да изврши државни удар или да се споразумева са Ристићем. Изабрао је ово друго. Након дугих и непријатних нагађања формирана је влада на челу са Стевчом Михаиловићем (старолиберал), док је Ристић обављао функцију министра спољних послова, а Јеврем Грујић унутрашњих. Била је то влада у којој су успешно спојене две најјаче либералне струје. У народу је била позната као „акционо министарство“.
Опште политичко стање у Србији узнемирило је Порту која је почела да концентрише огромну војску на српским границама (160.000 људи). Велике силе све време су притискале Србију да остане мирна. Новоизабрана Народна скупштина је септембра 1875. године расправљала да ли треба помагати устанак или остати по страни. Милан је био за то да се остане по страни, али Србија није хтела оставити Босну и Херцеговину по страни. Ристић је одлучио да помаже устанак и по цену рата. Влада је послала на Дрину Ранка Алимпића са јавним задатком да чува мир, а тајним да прикупља добровољце и претура их у Босну. На Народној скупштини од 9. септембра 1875. године (на којој кнез није хтео да присуствује, већ је само одржао беседу) донете су следеће тајне одлуке: 1) узимање зајма од 3 милиона дуката за помагање устанка; 2) у случају рата ограничиће се чиновничке плате и пензије на највише 120 динара месечно. Велике силе нису значе за садржину тајних одлука, али су знале да оне постоје, што их је само по себи узнемирило и нагнало да појачају притисак на српску владу. Кнез је оборио владу и саставио нов кабинет младолиберала и младоконзервативаца на челу са Љубомиром Каљевићем. Либерале и српску јавност огорчио је овај Миланов поступак. Каљевићева влада, на унутрашњем плану, доноси нови закон о штампи који је забранио цензуру. Законом о општини ослободио је општину полицијског туторства. Државна власт није се смела мешати у избор кмета, општинског суда ни у изборне неправилности. Тиме је срушен полицијски терор успостављен још током владавине уставобранитеља. Новоуспостављене слободе искористиле су присташе Светозара Марковића да у Крагујевцу одрже протест „Црвени барјак“. Кнез Милан је тражио од Каљевића да пуца на побуњенике, али је овај то одбио. Замерало му се да су његови слободоумни закони олакшали ширење радикалног покрета.
Спољна политика Каљевићеве владе била је тиха и обазрива. Помоћ устаницима наставила је да тече, али у мањем обиму и већој тајности. Сума за зајам је смањена са 3 на 2 милиона дуката. Међутим, набавка зајма није текла глатко, јер је велике силе нису дозвољавале. Није било успеха у покушајима да се обнове везе са некадашњим чланицама Балканског савеза. Преговори са Црном Гором нису текли глатко. Како би задовољио велике силе, кнез Милан је изјавио да српска влада нема никаквих агресивних намера према Турској.
Ратоборно расположење у Србији расте. У Бугарској избија устанак, а у Цариграду долази до смене на престолу. Државним ударом Абдул Азиза је заменио Мурат V. У пролеће 1876. године све значајније политичке групације у Србији определиле су се за рат. Либерали су за рат били од самог почетка Источне кризе. Либерали су говорили да ће Србија срушити Турску са пола снаге. Једино су конзервативци били против рата. Мариновић је сматрао да Србија није војнички способна да се одупре Турској. Велики значај имао је став официрског кора који је био за рат. Априла 1876. године кнез Милан се коначно одлучио за рат, те је сад за њега био исто толико одлучан колико је неколико месеци раније био против. Сменио је Каљевићеву владу и вратио „акционо министарство“. Коначно, са Црном Гором је у Венецији 15. јуна 1876. године закључен споразум по коме обе државе улазе у рат против Османског царства. Србија ће Црној Гори дати новчану помоћ од 40.000 дуката. Мир ни примирје не могу се закључити без обостране сагласности, а подељене су и територије ратних дејстава (црногорска војска делује у области Херцеговине и северне Албаније, а на подручју Старе Србије, Босне и Македоније српска). Турску је Британија храбрила да заузме чврст став према Србији. Изјава британског премијера Дизраелија била је да ни једну од страна не треба одвраћати од рата; нека се огледају. Пошто је Порта одбила кнежев захтев за предајом Босне, избио је рат 30. јуна 1876. године. Два дана касније, рат је објавила и Црна Гора. Грчка и Румунија нису се одазвале српским позивима да се прикључе рату. Слом Априлског устанка избацио је Бугаре из рата. До знатнијих покрета није дошло ни у Македонији ни Старој Србији.

### Први српско-турски рат
Аустроугарски и руски цареви и канцелари састали су се 8. јула 1876. године у Рајхштату поводом избијања Српско-турског рата. Фрањо Јосиф и Александар договорили су се да се не мешају у рат на Балкану. Уколико у рату победе Турци, силе ће се заложити за status quo и у Босни и Бугарској издејствовати реформе које су предвиђене Андрашијевом нотом и Берлинским меморандумом. У случају српске победе, силе неће допустити стварање велике словенске државе на Балкану. Србија би добила неке делове Старе Србије и Босне, Црна Гора Херцеговине, док би остаци ових територија припали Аустроугарској. У Горчаковљевим и Андрашијевим белешкама поводом састанка у Рајхштату има знатних разлика у погледу територија које би припојила Аустроугарска и оних које би биле припојене Србији.
И Србија и Турска су у рат ушле као привредно заостале земље. Србија је у последњем тренутку добила ратни зајам од Русије, а у рат је уложила целокупну државну имовину (70.000 дуката) док је 40.000 дуката дала Црној Гори. Употребила је и целокупну готовинску уштеду приватних лица од око 2,5 милиона динара. У првом српско-турском рату основан је Црвени крст Србије и Ратни савет Србије (под руководством генерала Заха, начелника Главног генералштаба). Зах  је израдио ратни план. Српска војска имала је 123.000 људи и 206 топова. Њима се придружило око 2500 руских добровољаца и нешто добровољаца из разних српских делова Балкана и Италије (Гарибалдинци). Целокупна армија подељена је на 4 војске: Моравска (68.000 бораца прикупљених код Алексинца и Делиграда под Черњајевим, са задатком да продире ка Нишу, Белој Паланци, Пироту и Прокупљу), Тимочка (25.000 људи прикупљених код Зајечара, под вођством пуковника Милојка Лешјанина, са циљем да заузме Кулу и ту се укопа), Дринска (20.000 људи под Ранком Алимпићем, са задатком да чува границу на Дрини) и Ибарска војска (12.500 људи под командом Фрање Заха, са задатком да врши продор ка Сјеници и Новом Пазару). Снаге турске војске бројале су укупно око 175.000 људи у пет војски. Турци су имали предност у наоружању, али мање топова (192 наспрам 206). Српска артиљерија била је застарела; топови су се пунили спреда, муниције није било довољно, као ни ратне одеће и обуће. Српски народ није ратовао пуних 60 година, па су официри били неискусни. Помогло је присуство око 700 руских официра.
Све четири војске започеле су борбу 2. и 3. јула. Дринска војска заузела је Сакар и Мали Зворник и безуспешно напала Бијељину. Она је испунила свој ратни задатак. Ибарска војска заустављена је при нападу на Сјеницу, због чега је Зах смењен Лазаром Чолак-Антићем. Моравска војска подељена је на 4 колоне те није могла освојити Ниш. Турци су зауставили све 4 колоне. Срби продиру ка Белој Паланци и Пироту. Тимочка војска одбачена је у нападу на Кулу, па је изгубила стратешки значајан Велики Извор који доминира долином Тимока до Зајечара. Черњајев је наредио да се обуставе све борбе док се Турци не избаце из Великог Извора. У бици код Великог Извора, Черњајев је поражен од Осман-паше. Битка представља прекретницу у првом рату. Срби из офанзиве прелазе у дефанзиву. После пада Зајечара и Књажевца, српска војска је прегруписана тако што су спојене Моравска и Тимочка војска под Черњајевим.
Долазе прве понуде великих сила да посредују за примирје, на шта пристаје и Црна Гора. Моравска војска води тешке борбе на десној обали Јужне Мораве. Тамо је 23. августа вођена Шуматовачка битка, најлепша српска победа у рату. Порта је великим силама понудила следеће услове мира: Милан ће одмах доћи на поклоњење у Цариград, а Турци ће вратити 4 тврђаве у Србији, распустиће се српска народна војска, а њене оружане снаге свести на 10.000 војника, повећаће се српски данак, а изградња железница ставиће се у турску надлежност. Срби нису хтели ни да разговарају о оваквим условима мира, али су прихватили примирје. Десетодневни прекид ватре Черњајев је искористио за чувени „делиградски догађај“. Наиме, циљ му је био да држи Србију у рату док Русија не нападне Турску. Како би српским борцима улио подстрек за борбу, он је у Делиграду организовао демонстрацију којом је Милана прогласио за краља, а Србију за краљевину (војни удар и проглашење државне независности). Сам Милан је одговорио великим силама да не признаје овај чин.
Под утицајем Черњајева, правог диктатора у то време, Србија је одбила турски предлог о шестомесечном примирју. На левој обали Јужне Мораве вођена је од 28. до 30. септембра крвава битка на Кревету која није донела победу ниједној страни. Нову офанзиву, која је требало да означи крај рата, Турци су покренули 21. октобра. Разбили су српску одбрану код Ђуниса лакше него што су планирали. Черњајев је побегао у Београд, а преко њега у Русију, повевши са собом већину руских војника. Србија сада нуди мир, на шта Порта одмах пристаје. Склопљено је двомесечно примирје које је обухватило и Црну Гору. Тиме је српско-турски рат завршен. Србију је коштао 6000 погинулих и 9500 рањених војника. Готово шестина становништва остала је без крова над главом. Није остварен ниједан циљ због кога се ушло у рат.
Срби су одлучили да се за савет (о прихватању мира) обрате руском цару. Руска влада изјавила је да као делегата српског кнеза жели једино Мариновића. За Милана је то био добар изговор да се реши Ристићеве владе и да на њу свали одговорност. Мариновић у Русији није много постигао. Руска влада није могла дати прецизне инструкције Србији јер ни сама није знала шта ће одлучити Цариградска конференција на којој је расправљано о источној кризи, а такође ни коначан споразум са Аустроугарском није био закључен. Руси су показали да не желе уставни поредак у Србији и да желе једино Мариновићеву владу. Цариградска конференција није решила ништа. Русија је тајном Будимпештанском конвенцијом склопила споразум са Аустроугарском, чиме се Аустроугарска обавезала да се неће мешати у Руско-турски рат, а заузврат би Русија признала њено право на окупацију Босне и Херцеговине. Руско-српска сарадња је конвенцијом онемогућена јер у Србију нису смеле доћи руске трупе.
Цариградска конференција донела је Србији продужење примирја до краја фебруара 1877. године уз статус кво (за Црну Гору мање исправке граница). Кнез Горчаков је изјавио да Русија нема ништа против српског мира са Турском; српски политичари нису могли знати да је то последица Пештанске конвенције. Кнез Милан пристао је на преговоре 4. фебруара. Они су текли глатко у Цариграду. Завршени су за свега 8 дана и били су формулисани споразумом у само 3 тачке: 1) status quo; 2) обострана амнестија; 3) повлачење војски са окупираних територија у року од 12 дана.
Спољна политика Ристићеве владе, формирана после првог рата, заокупљена је избијањем Руско-турског рата у који се и Србија желела укључити како би поправила стање настало након претходног рата. Срби су руском цару (који се налазио у Кишињеву) послали депутата, ујака кнеза Милана. Цар је изразио жељу да Србија остане уздржана од сукоба, а исто је изразио и Горчаков. Кнез и Ристић решили су се на одлучнији корак, те су и сами посетили цара. Он им је саветовао да остану мирни до преласка руске војске преко Дунава, а после могу чинити по својој одлуци. Србима је разјашњено да је руско-српска сарадња могућа само ван српских граница, у складу са Пештанском конвенцијом.
Став Русије се променио услед немоћи да се сломи отпор турском Осман-паше код Плевне. Русија је сада од Србије очекивала да се укључи у рат; послата је и помоћ у новцу. Србија није хтела да се сада одазове позиву јер би се руска војска убрзо повукла на зимовање, што би за Србе била катастрофа. Оправдање је била војна неспремност Србије, што је потврдио и руски извидник, пуковник Бобриков. Новембра 1877. године одлучено је да је српска војска спремна за рат. Руси шаљу велику количину новца за ратне припреме. Српска војска подељена је у пет корпуса: Тимочки, Дрински, Шумадијски, Јаворски и Моравски.

### Други српско-турски рат
Српска војска у другом рату била је готово једнака турској (85.000 наспрам 89.000). Турско наоружање било је боље. Морал је, међутим, несумњиво био на страни Срба. Циљеви српске владе били су исти као и пре годину и по дана: независност и територијално проширење ка југу (Србија је поштовала договор Русије и Аустрије да не сме да се шири ка Босни). Ратни план је предвиђао да три од пет корпуса кнезу ка Нишу, заузму га као и Белу Паланку и Пирот, те наступају ка Софији. Тимочки, Дрински и Јаворски корпус имали су исте задатке као и у првом рату. Турски ратни план је једноставно предвиђао одбрану свих праваца, посебно Ниша, Новог Пазара и Пирота. Операције српске војске отпочеле су 15. децембра. Ниш је потпуно опкољен, а Ибарска дивизија заузела је Куршумлију и пресекла долазак турских појачања са Косова Нишу. Турци напуштају и Лесковац и затварају Грделичку клисуру. Пала је и Бела Паланка, а Турци више нису могли достављати појачања из Босне ка Софији. Турци 28. децембра напуштају Пирот. После тродневних жестоких борби, командант Ниша, Халил Зија-паша, предао је град 10. јануара под условом да се његове трупе несметано повуку из града. Одвајањем Ниша Србија је стекла огроман ратни плен, укључујући и 267 топова, 13.000 пушака и велику количину муниције. У Ниш је два дана касније стигао кнез Милан и Врховна команда. После заузећа Софије, Руси нису тражили српску сарадњу, већ су Србе саветовали да се окрену западу. Срби нападају Самоков, Врање и Приштину. Самоково је названо другом Плевном због јаког отпора Турака. Белимарковић је успео да од Турака очисти целу Грделичку клисуру. Ноћу 30/31. јануара Турци су напустили Врање. Тада је стигла вест о руско-турском примирју те је шестонедељни рат био завршен. У рату је Србија изгубила 5400 људи (2400 мрвих и 3000 рањених). Помогао је и ослободилачки покрет у области између Мораве, Нишаве и Струме, где је становништво избацило Турке и пре доласка српске војске.
Срби су од преговора очекивали много; само територија Бугарске коју су ослободили у рату била је 4 пута већа од округа које ће добити Берлинским конгресом. Срби су желели да припоје област Видина, косовски вилајет са нишким, призренским, скопским и новопазарским санџаком. Отпор су пружили Турци и Руси. Руси су показали да у корист Бугарске желе Србији одузети крваво освојене тековине Ниш, Пирот, Трн, Лесковац и Врање. Лешјанин је изјавио да српска војска неће напустити Ниш чак и под претњом војног сукоба са Русима, у којима би Срби сигурно били поражени, али би свету послужио као пример лошег односа међу савезницима. Руси су пристали да Србима оставе Ниш и Лесковац, док су им одузели све остале градове. Као надокнада је издејствовано да Турска пристане на ширење Србије у правцу Новог Пазара и Косовске Митровице, али без та два града. Ове територије тек је требало освојити.

### Санстефански мир и Берлински конгрес
Мировни уговор у Сан Стефану (3. март 1878) створио је Велику Бугарску. Црној Гори признао је проширење за 200.000 км² што је више него што је цела Кнежевина била пространа, али тек када се ове територије освоје од Турака и Албанаца. Трећи члан предвиђао је независност Србије и територијално проширење за око 150.000 км² (Ниш, Лесковац, Топлица, Лаб и делове новопазарске и митровачке нахије без вароши). Косовска Митровица и Пазар остављени су Турцима како би обезбедили копнену везу са Босном и Херцеговином и како би се одвојила Србија од Црне Горе. Русија се од заштитнице преобразила у злу маћеху. Генерал Игњатијев наговестио је да би Срби могли добити још само Врање. На притисак великих сила Русија је присиљена да прихвати ревизију уговора на конференцији која се јуна 1878. године има састати у Берлину. Бизмарк је упутио позив представницима великих сила ради „разматрања целокупног садржаја уговора у Сан-Стефану“. Отварање је заказано за 13. јун.
Пре слања депутације у Берлин, српска влада настојала је да се споразуме са Аустроугарском. Андраши је тражио економско везивање Србије за монархију путем обавеза у погледу саобраћаја (изградња железнице) и трговине (склапање неких трговинских уговора, што ће касније чинити темеље Тајне конвенције) чиме је условљавао аустроугарску подршку српским захтевима. Тако је судбина Србије на Конгресу решена још априла 1878. године (сем питања јужне и југоисточне границе). Ристић је са задовољством примљен у Бечу ради преговора. Он је морао одустати од Новог Пазара, пристати на аустријске услове по питању железнице (изградња је остављена Хиршовом друштву које је правило и турске железнице), на везивање Србије и Аустроугарске трговинским уговором и регулацијом питања Ђердапа. По питању граница, Аустроугарска је изјавила да неће допустити ширење Србије ка западу. Нова југоисточна граница могла је почињати тек од Копаоника. Ако Србија прихвати одређене услове, Аустроугарска ће се залагати да јој се припоје Врање, Пирот и Трн. Услови су се односили на Ђердап, железницу и трговински уговор. Ристић је, као и кнез Милан, знао да услове мора прихватити у датом историјском тренутку.
Берлински конгрес одржан је од 13. јуна до 13. јула 1878. године. На њему су решавана два основна питања: питање Велике Бугарске и питање Босне и Херцеговине. Међутим, решење ових питања донето је још маја 1878. године; конференција је требало само да потврди одлуку Петрограда, Беча и Лондона. На захтев Аустроугарске и Британије, а уз претходну сагласност Русије, извршена је ревизија Велике Бугарске. Северно од планине Балкан створена је Кнежевина Бугарска у изричитом вазалном односу према султану, док је од Бугарске јужно од Балкана створена аутономна покрајина Источна Румелија. Македонија, Албанија и делови Северне Грчке остали су у саставу Османског царства. Црној Гори је призната независност и дата су јој знатна територијална проширења. Румунији је призната независност и припојена јој је Добруџа уместо Бесарабије која је враћена Русији. Аустроугарска је добила право да окупира Босну и Херцеговину. Ова одлука припремана је у Бечу током претходне три године. Одлука је донета на предлог Дизраелија и поред упорног противљења Турске. Аустроугарска је издејствовала и право држања војне посаде у новопазарском санџаку. Конгрес је признао британско запоседање Кипра.
Конгрес је био против јачања словенског елемента. О противсловенском духу (који се наравно није односио на Русију) сведочи и чињеница да су на седницама саслушани само делегати Грчке и Румуније, док српским и црногорским није пружена прилика. Јован Ристић је, дакле, могао само изван конгресних седница и незваничним средствима да брани интересе Србије. Највише је преговарао са представницима Аустроугарске, Русије и Француске. Са аустроугарским посланицима водио је формалне преговоре, док су преговори са званичницима друге две силе били неслужбени. Ристић је 24. јуна 1878. године поднео конгресу званичан мемоар своје владе у којем су образложена српска тражења. Није му услишена молба да га саслушају на једној седници конгреса. Српски захтеви сводили су се у две тачке: 1) независност гаранцијом великих сила; 2) територијално уређење земље по границама које је још пре Сан Стефана Србија пред Русију изнела. Српско питање први пут је поменуто на седници од 26. јуна 1878. године. Турски званичници прочитали су своје предлоге: 1) да граница Србије буде природна и стратешка; 2) да пут који спаја Босну са Цариградом не буде у додиру са српском територијом; 3) да Вишеград, Нова Варош, Нови Пазар, Сјеница, Митровица и Приштина буду довољно далеко од српске границе; 4) да Куршумлија, Прокупље и Лесковац остану у турским рукама. Конгрес је турске захтеве примио на знање, али га није уопште разматрао. После тачке о Босни и Херцеговини, 28. јуна је дошло на ред и српско питање. Све делегације изјасниле су се у прилог српској независности. Од ње се тражило да се обавеже на увођење верских слобода, што се односило на Јевреје у Србији. Тако су настали чланови 34. и 35. који су Србији признали независност и обавезали је да реши питање Јевреја. Тридесет седми члан односио се на поштовање трговинских уговора на шта се Србија обавезала. Следећи члан обавезао је Србију да изгради железницу. Србија је морала прихватити део отоманског дуга. Ристић је одмах изјавио да ће Србија решити питање Јевреја.
Најтеже је било питање граница. Ристић је говорио са француским представником који је обећао да ће се заузети у корист српских интереса. Турска и Британија браниле су Грделичку клисуру за султана, али је у том случају Турцима морало остати и Врање. Ипак, били су надгласани, па је решено да се граница простире јужно од Врања. На југоисточној граници, Србима су најјачи противници били Руси који су желели да што више сачувају за Бугарску. Србија је добила Пирот до Цариброда и један део трнског среза. Андрашијево упорно брањење српских интереса вратило је српску југоисточну границу поново пред комисију. Италијани су се изјаснили за енглеско-турску страну по питању Грделичке клисуре. Председник конгреса викао је да неће због Грделичке клисуре ризиковати „мир Европе“. Ипак, Немци су се изјаснили у корист Србије. Питање је враћено војној комисији. Ристић се захваљивао Андрашију и Французима. Знало се да ће у комисији већина бити на страни Србије.
Остало је да се реши питање капиталисања данка (трибута). Ристић се бацио на посао и убеђивао је званичнике да Србија, ослабљена у рату, неће моћи исплатити одштету. Ристићева образложења донела су резултате; за српску страну определили су се Руси, Андраши и Французи. Французи су испрва били против, али их је на промену става убедио Ристић. Народна скупштина која се састала 5. августа у Крагујевцу примила је акламацијом одлуке конгреса везане за Србију. Без отпора су прошле и преузете обавезе према Аустроугарској. Либерална влада и кнез били су на врхунцу моћи.

## Балкански ратови
Болесник на Босфору је у годинама које су претходиле Балканским ратовима проживљавало тешку кризу. Било је јасно да су му дани одбројани. За разлику од Аустроугарске, која је за Србију била прејак противник, Турци су се могли протерати са Балкана. Ранија искуства показала су да појединачно решење балканског питања није могуће. Ниједна од балканских држава није била довољно јака да сама реши турско питање, већ је био потребан споразум који би истовремено спречио велике силе да се умешају у догађаје на полуострву. Акција балканског приближавања отпочела је када је минула опасност од анексионе кризе. Иницијатор покретања преговора била је Србија. Два непосредна циља за српску спољну политику била су: везати Русију за политику балканског споразума и придобити балканске државе, пре свега Бугарску, на савез. Највећа препрека формирању Балканског савеза било је македонско питање, а спорно је било и питање Албаније.
Преговори су окончани до септембра 1912. године. Балкански савез представљао је јак војни и политички потенцијал. Европска штампа називала га је седмом силом. Он је спречавао мешање великих сила у балканска питања. Испуњена је мисао кнеза Михаила који је на стварању савеза радио још шездесетих година 19. века. Русија и Аустроугарска су се договориле да неће допустити промену постојећег територијалног стања на Балкану. Упркос томе, Црна Гора је 9. октобра објавила рат Турској, 17. октобра Србија и Бугарска, а 18. Грчка.

### Први балкански рат
Укупна снага Балканског савеза износила је нешто мање од 600.000 људи и била је надмоћна над турском. Дејства су се одвијала на три фронта: Бугари су кроз Тракију кренули ка Цариграду, Грци према Македонији и Епиру, а Срби према Санџаку, Албанији и Македонији. Врховни командант српске војске био је бивши министар војни Радомир Путник. Српска војска подељена је у три армије: првом је командовао Петар Бојовић. Била је то најбројнија армија која се кретала ка Скопљу. Другу је предводио Степа Степановић и дејствовала је у правцу Ћустендила. Трећа армија, под Божом Јанковићем, ратовала је према Косову. Прва српска армија односи победу на Куманову (23-24. октобар) након чега улази у Скопље. Трећа армија ослободила је Призрен 30. октобра и Ђаковицу 4. новембра. Ибарска војска ушла је у Нови Пазар и спојила се са црногорским трупама. Црногорци су опсели Скадар, Бугари Једрене, Грци Јањину и Солун, кога освајају 8. новембра. Српска и грчка војска спојиле су се код Флорине. Балканске армије су за месец дана сломиле вековну турску превласт над Балканом. Турска је већ 4. новембра затражила посредовање великих сила.
Грци заузимају Јањину, а Бугари Једрене (уз помоћ српских трупа). Турска моли за преговоре. Они су окончани Лондонским споразумом од 30. маја 1913. године. Турска је њиме изгубила целокупну балканску територију. Остао јој је Цариград и територија до линије Енос-Мидија. Крит се ујединио са Грчком, а судбина Албаније и Егејских острва остављена је на решење силама. Србија је испунила један од два ратна циља, продор у вардарску Македонију, док је продор у Албанију пропао. Успостављена је, међутим, граница са Црном Гором. Српска влада је фебруара 1913. године наговестила бугарској влади да је потребно изменити неке клаузуле споразума јер Бугарска није испунила своју обавезу да Србији притекне у помоћ са 200.000 војника, а Срби су помогли бугарску опсаду Једрена мада за то нису били дужни. Како више није било турске опасности, балканске владе окрећу се једна против друге.
Србија и Грчка су и из Другог балканског рата изашле са великим добицима, док је Бугарска изгубила готово све што је добила у претходном рату. Србија је током два балканска рата увећала своју територију за 32.000 км² и милион и по становника. Грчка је готово удвостручила своје становништво.

## Управна подела
У почетку су све турске територије на Балкану биле у саставу Румелијског пашалука (до 1541), а затим се оснивају нови пашалуци у чијем се саставу налази подручје данашње Србије. Турска управа на подручју данашње Србије укључивала је следеће пашалуке (вилајете, ејалете): 
- Румелијски пашалук, који је до 1541. године укључивао све турске територије на Балкану, као и Славонију и Срем.
- Будимски пашалук, основан 1541. године, укључивао је следеће санџаке на подручју данашње Србије: Сегедински (Бачка), Сремски (Срем), Смедеревски, Зворнички, Вучитрнски, Видински и Крушевачки.
- Темишварски пашалук, основан 1552. године, укључивао је подручје Баната, као и подручје северно од реке Мориш.
- Босански пашалук (од 1580. године), укључивао је западне делове данашње Србије.
- Јегарски пашалук (основан крајем 16. века), укључивао је Бачку (Сегедински санџак), која је до тада била у саставу Будимског пашалука.
- Нишки пашалук (основан 1846. године), краткотрајни пашалук, укључивао је регије око Ниша, 1864. припојен је Дунавском вилајету.